# Horloge hydraulique arabe

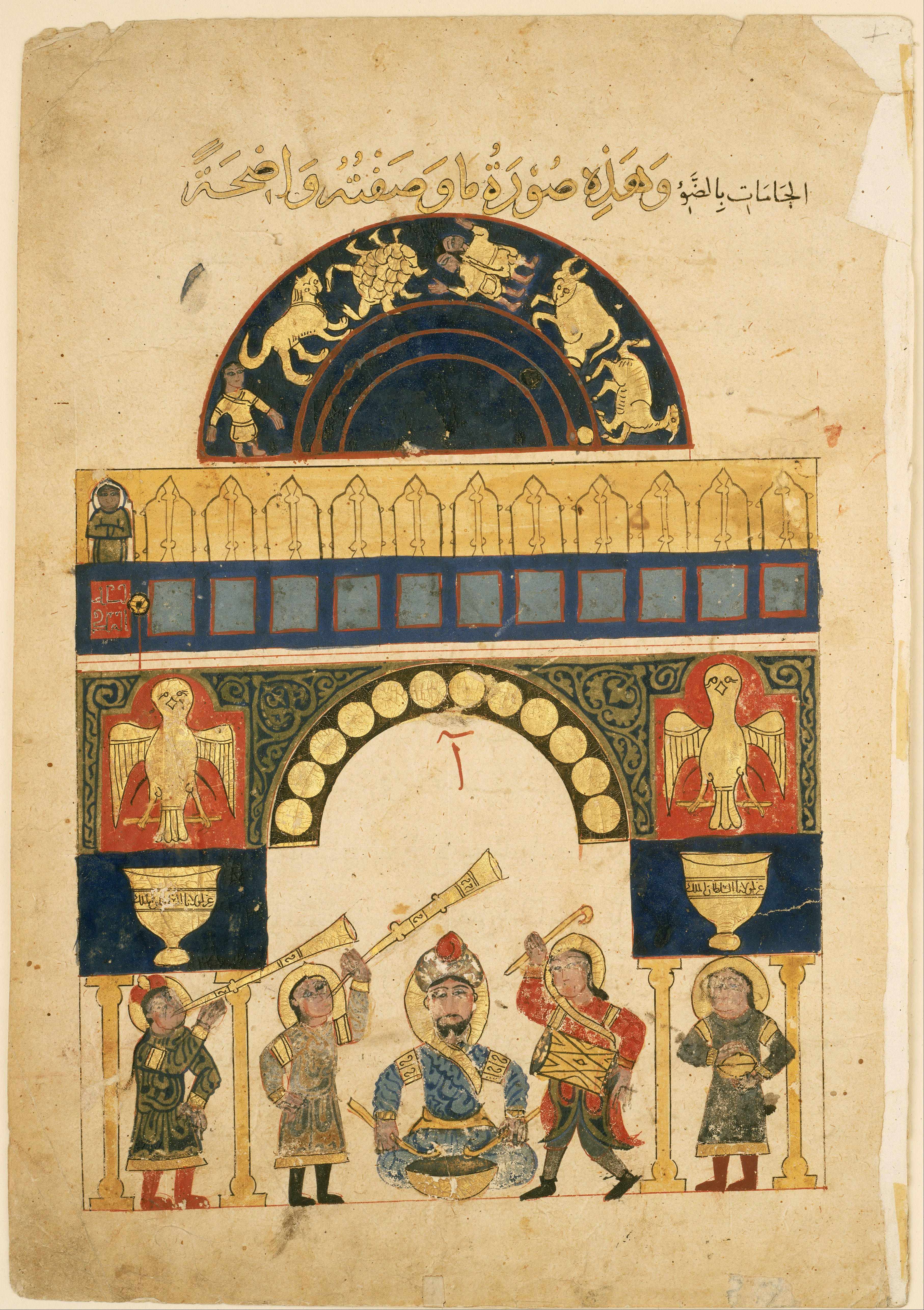
L'horloge dite du « château », due à al-Jazari, XIIe siècle.

Les horloges hydrauliques arabes sont les héritières des horloges hydrauliques de l'Antiquité gréco-romaine. s'inspirant des principes et applications décrits, entre autres, par Philon de Byzance (fin du IIIe siècle avant notre ère) et Héron d'Alexandrie (Ier siècle de l'ère moderne), leurs mécanismes ingénieux seront repris et perfectionnés à l'époque médiévale, souvent sous une forme ludique, par des érudits tels les frères Banou Moussa (IXe siècle) et surtout par Al-Jazari (XIIe et XIIIe siècles).
Ces horloges, parfois dédiées à des personnalités de haut rang et parfois publiques mises aux portes des mosquées principales des grandes villes, seront pérennisées et accompagneront la civilisation arabo-musulmane pendant plus de 800 ans (du VIIIe au XIVe siècle).
Le monde occidental s'est approprié quelques-unes de leurs techniques, probablement introduites vers l'an 1000, mais bientôt l'horloge mécanique les remplacera avantageusement.

## Inspirations
Les principales sources sont de tradition grecque. Parmi les auteurs de référence, on peut citer Archimède, Apollonius de Perge, Philon de Byzance (traité des Pneumatiques, traité des automates, traité des clepsydres). Tous ont vécu au IIIe siècle av. J.-C. On peut y ajouter Ctésibios, du même siècle, connu à travers Vitruve ; plus tard, au Ier siècle, on trouvera Héron d'Alexandrie (Les Pneumatiques, Les Automates).
Il ne semble pas y avoir d'auteurs byzantins ayant pu influencer les Arabes, en revanche ces derniers ont peut-être eu connaissance d'une horloge monumentale hydraulique sise à Gaza, dans les années 500. Une longue description nous en est parvenue à travers les écrits de Procope, historien de l'époque.

## L'âge d'or des horloges hydrauliques
Dans la tradition scientifique arabe, la partie technologique de la mécanique est appelée, à la suite des Grecs, la « science des procédés ingénieux ». Elle comprend trois grands domaines :
- le domaine civil incluant, entre autres, les horloges ;
- le domaine militaire ;
- le domaine des automates dont la seule finalité est de distraire.

Chez les Arabes, horloges et automates sont intimement liés ; l'étude des horloges sera donc abordée sans distinction de classe. Les œuvres des Anciens sur les horloges hydrauliques ont été traduites et assimilées par les érudits arabes. Leurs applications se sont étalées sur la période allant du IXe siècle au XVIe siècle correspondant à l'âge d'or des sciences arabes: « Les spécialistes arabes de mécanique ont appliqué les idées de leurs prédécesseurs en les développant et en les prolongeant par des innovations ingénieuses ».

## Descriptions de célèbres horloges hydrauliques arabes
Les horloges hydrauliques arabes sont surtout connues à travers leur apparence accompagnée des mouvements de leurs différents automates.

### L'horloge de Gaza
Datée des années 500, elle est antérieure aux horloges arabes, mais nul doute qu'un lien étroit relie cette horloge à ses héritières.

Procope la décrit en détail dans l'un de ses exercices de rhétorique, l'éthopée intitulée "Description de l'Horloge", si bien que Diels a pu en donner une image assez convaincante. On pourra constater, à travers la description, que les fonctions d'usage recouvrent pratiquement toutes celles qui seront employées à l'époque arabo-musulmane.
Elle était installée sur une place publique, dans un édifice de 2,7 m de large et de 6 m de haut, ce qui donne un aperçu des dimensions que pouvait avoir l'horloge.

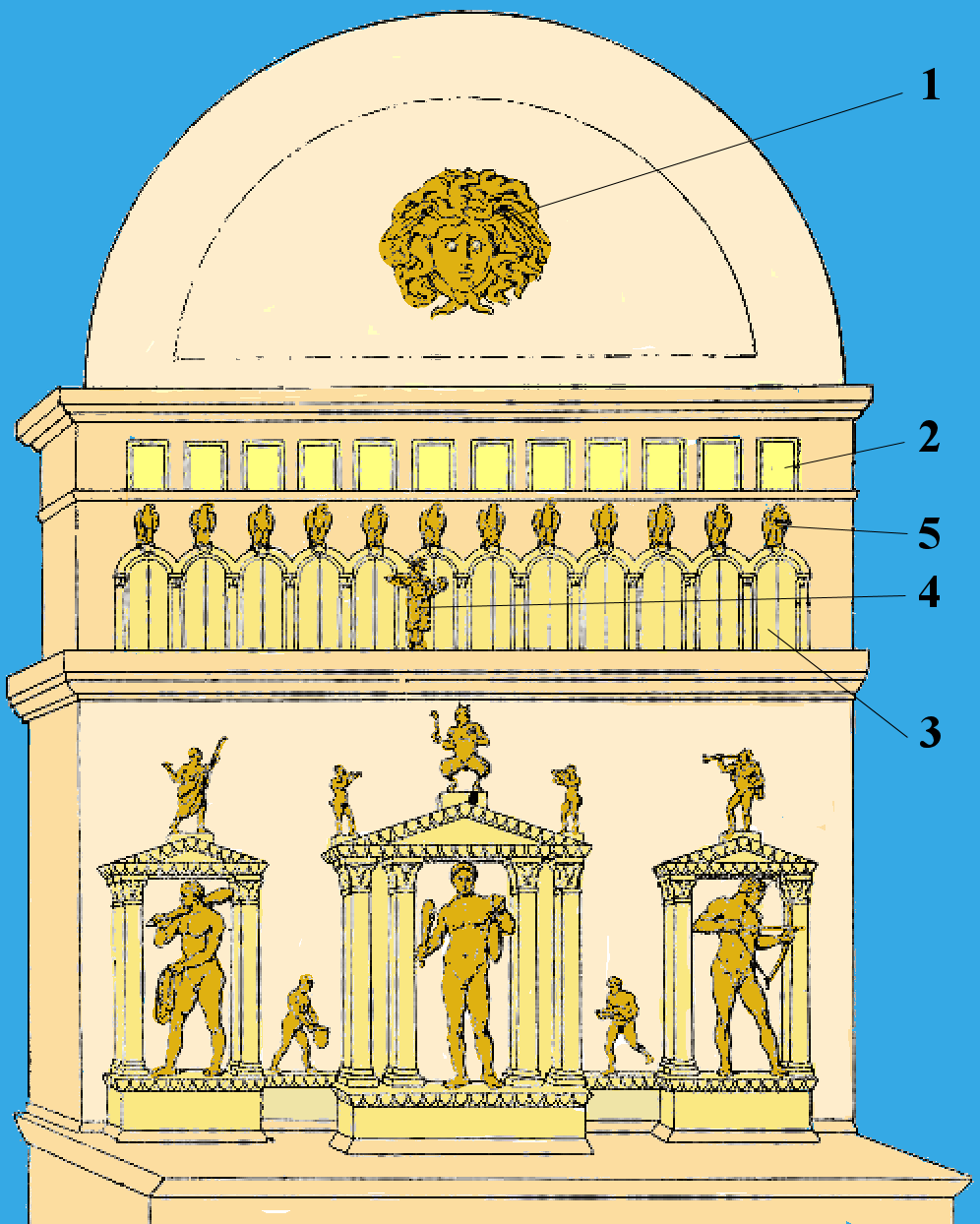
Reconstitution de la façade de l'horloge

1. dans la partie haute de la structure se trouve une tête de gorgone qui roule les yeux à droite et à gauche à l'heure sonnante;
2. dessous, une première rangée de douze ouvertures carrées. Elle sert à indiquer les douze heures de nuit (heures temporaires) par une lumière spéciale, se déplaçant à chaque heure ;
3. une seconde rangée de douze portes à double battant va servir à indiquer les heures temporaires de jour. Ces portes cachent douze statuettes d'Hercule avec des attributs correspondant à ses douze travaux ;
4. une statue d'Hélios, tenant une mappemonde dans les mains, se déplace d'heure en heure devant les douze portes des heures de jour ;
5. au-dessus de chaque porte un aigle attend, tenant dans ses serres une couronne de lauriers.

À la fin de la première heure de jour, Hélios se présente devant la porte correspondante qui s'ouvre et laisse s'avancer la statuette d'Hercule portant l'emblème de sa première victoire, la peau du lion de Némée ; l'aigle, placé au-dessus, déploie alors ses ailes et vient présenter sa couronne de lauriers sur la tête de la statuette.

Puis, Hercule se retirait, les portes se refermaient et l'aigle refermait ses ailes.

Le scénario se reproduisait d'heure en heure jusqu'au coucher du Soleil.
Dans la partie inférieure de l'édifice se trouvent trois dais à colonnes abritant chacun une statue d'Hercule.
Au centre la statue « sonne » les heures en frappant un gong avec sa massue. Le détail de la sonnerie est connu : un coup était frappé à la fin de la première heure, puis deux, trois… jusqu'à six pour l'heure de midi. Le cycle recommençait de un à six pour les heures du soir. « Au-dessus du dais, une statuette de Pan dressait l'oreille à chaque sonnerie du gong et, le couple de satyres qui l'entourait se moquait de lui en grimaçant ».
Sous le dais de gauche, Hercule est représenté, supposé en marche, il est surmonté d'un pâtre immobile ; sous le dais de droite, Hercule est prêt à décocher une flèche, il est surmonté d'une statuette de Diomède annonçant à son de trompette la douzième heure, fin de la journée de Soleil et de travail.

Entre les dais, en retrait, deux esclaves courent vers Hercule sonnant les heures, l'un apportant la nourriture du matin à la première heure, l'autre l'eau pour le bain du soir à la dernière heure.
Cette description imagée de Procope n'indique aucun mécanisme pilotant le système, mais on se rend compte, à travers elle, de la grande complexité de cette « merveilleuse horloge à eau ». Selon Diels, cette horloge serait la plus ancienne installation horlogère accompagnée d'une sonnerie mécanique des heures.

### L'horloge de Charlemagne

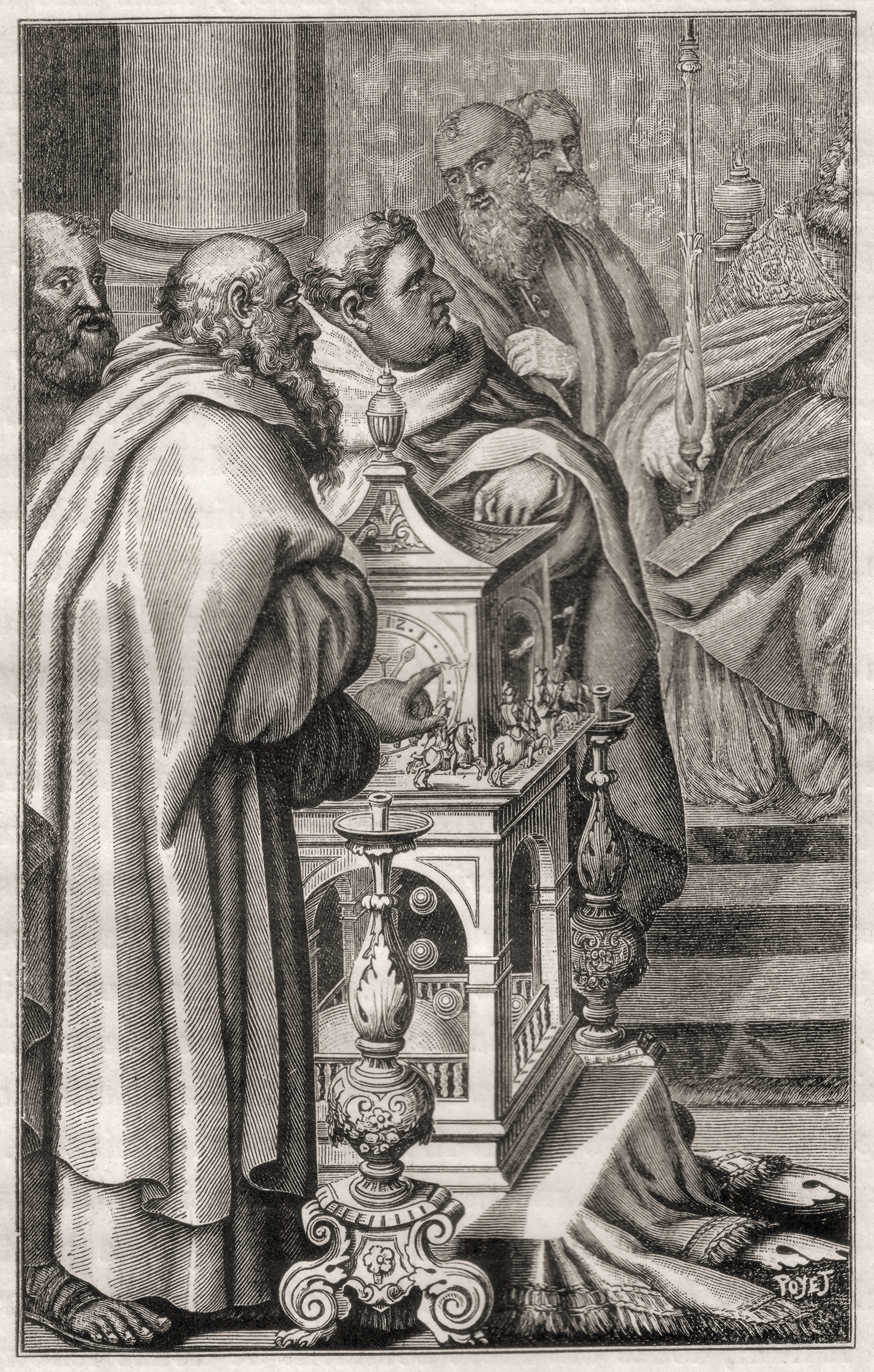
Reproduction d'une estampe ancienne dans Planchon : l'horologium de Charlemagne, horloge hydraulique

Datée des années 800, Eginhard, chroniqueur de Charlemagne, la décrit en ces termes dans ses Annales regni Francorum.
« Une machine qui, actionnée par la force motrice de l’eau, marque les heures par un nombre approprié de petites boules de bronze qui retombent sur un timbre d’airain ; à la fin de chaque heure, un cavalier sort par une des douze fenêtres, ouverte initialement et qui se referme ensuite derrière lui »
C'est une version très simplifiée et probablement miniaturisée de l'horloge de Gaza. Ici, la nouveauté est l'indication sonore des heures par un nombre adéquat de billes tombant sur un timbre de bronze.

Il s'agit de la première trace, dans le monde occidental, du savoir-faire horloger arabe.

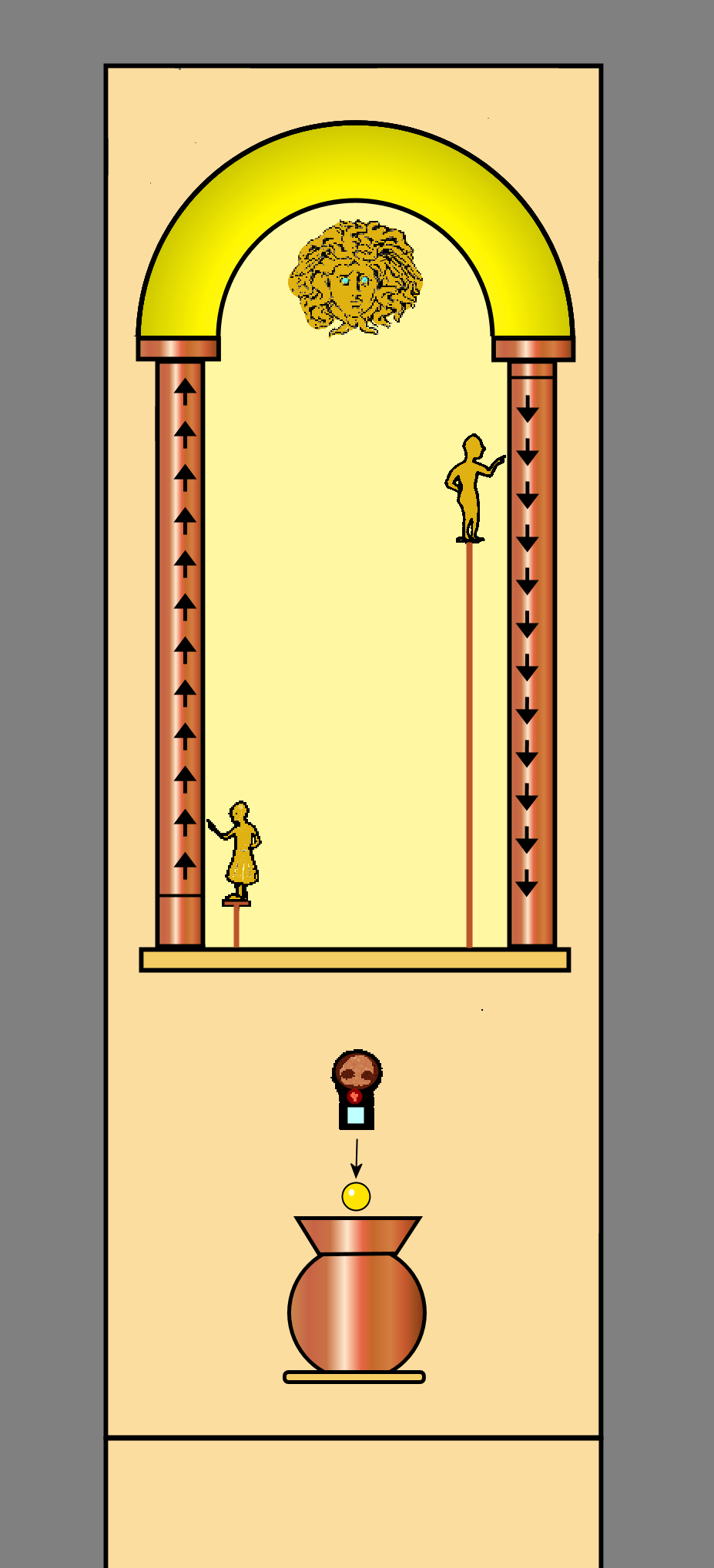
Essai de représentation de l'horloge dite d'Archimède.

### L'horloge d'«Archimède»
Probablement daté du Xe siècle, le Livre de la fabrication des horloges est, par tradition, attribué à Archimède.

On y trouve la description d'une horloge hydraulique.
La partie haute de la façade de l'horloge présente le système horaire avec ses automates.
- l'indication horaire est réalisée sur deux colonnes encadrant le dais de la façade. Douze graduations définissent les heures temporaires, que ce soit celles de jour ou de nuit. Deux statuettes montées sur piédestal et mobiles verticalement indiquent d'un côté les heures « montantes » de un à douze ; de l'autre, ce sont les heures « descendantes » qui indiquent le nombre d'heures restantes avant la fin du jour ou de la nuit ;
- dans la partie centrale de la façade est représentée une tête de gorgone (comme pour l'horloge de Gaza) dont les yeux changent de couleur à chaque heure[7] ;
- toujours au centre de la façade, mais plus bas, à chaque heure, un signal sonore est émis par la chute d'une bille qu'un corbeau laisse tomber de son bec dans une coupelle d'airain.

La partie basse de l'horloge comporte un panneau décoratif fait d'un arbre stylisé où volètent des oiseaux.

À l'heure sonnante, deux petits serpents surgissent et se glissent vers les oiseaux. Un mécanisme leur fait alors émettre « un petit pépiement plaintif ».
Différents mécanismes de l'horloge sont détaillés par Donald R. Hill à partir des manuscrits et de leurs illustrations.

### L'horloge de Ridwan à Damas
Aujourd'hui disparue, elle était située sur l'une des portes de la Grande Mosquée des Omeyyades, porte dite « la porte des heures ».

Construite entre 1154 et 1174 par un faiseur d'horloges, réparée et modifiée quelque peu par son fils Ridhwan al-Sa'ati avant 1203, elle a fait l'objet de deux reconstitutions modernes à Francfort et au Caire.
L'ouvrage de Ridwan la décrit d'une façon exceptionnelle - surtout dans ses mécanismes - et, en 1184, un voyageur andalou décrit précisément son aspect extérieur qui peut ainsi être réinventé :

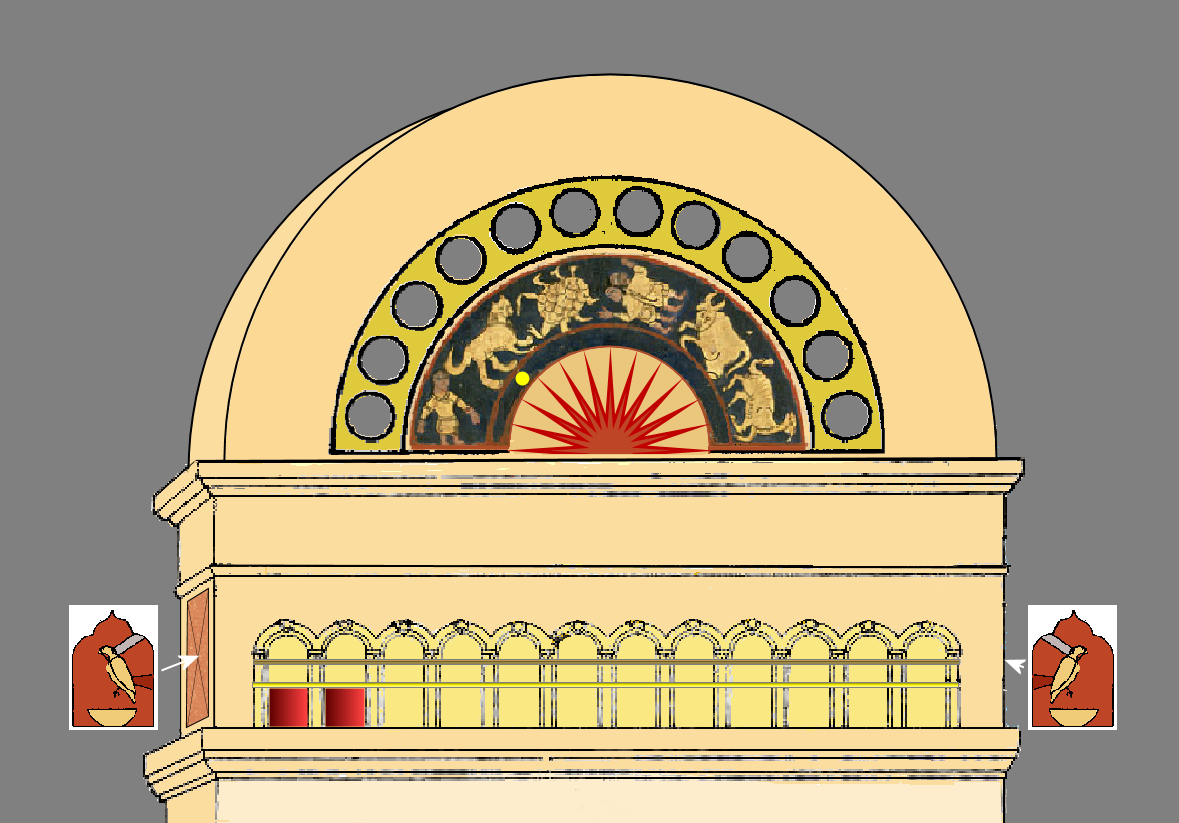
Photo-montage pour essai de restitution de l'horloge de Ridwan.

« Sur le côté droit, lorsqu’on sort par la porte Jairoun, se trouve à droite sur le mur du Palais, une galerie qui a la forme d’un grand arc de cercle. Dans celui-ci se trouvent de petits arcs de cercle de cuivre à l’intérieur desquels s’ouvrent des portes dont le nombre correspond au nombre des heures de la journée. Au moyen d’un dispositif mécanique, elles sont construites de façon telle, qu’à la fin de chaque heure, deux poids tombent du bec de deux faucons. Les faucons sont en cuivre et se tiennent devant deux cuvettes de cuivre qui se trouvent l’une au-dessus de l’autre.
Le premier faucon se trouve au-dessous de la première porte et le deuxième au-dessous de la dernière. Les deux cuvettes sont percées. Quand les deux boules tombent, elles rentrent à l’intérieur du mur par un canal. On voit, par un merveilleux dispositif, les deux faucons étendre leur cou avec les boules au-dessus des cuvettes et les jeter au devant d’eux. À la chute de celles-ci on entend un bruit. Et la porte qui correspond à l’heure, est aussitôt fermée par un vantail de cuivre. Ceci se reproduit à la fin de chaque heure, jusqu’à ce que toutes les portes soient fermées et les heures écoulées. Ensuite l’ouvrage est remis dans son état d’origine (c’est-à-dire comme au début de la journée).
Pour la nuit il y a un autre dispositif : dans l’arc au-dessus des petits arcs mentionnés, se trouvent 12 cercles ciselés en cuivre. Devant chaque cercle une vitre se trouve à l’intérieur du mur de la galerie. Derrière la vitre se trouve une lampe1 qui est apportée par l’écoulement de l’eau, en correspondance avec l’heure. Quand l’heure est écoulée, la lumière de la lampe luit à travers la vitre et ses rayons émanent du cercle placé devant.
Ensuite la lampe se déplace à l’emplacement d’une autre fenêtre vitrée, jusqu’à ce que toutes les heures de la nuit soient écoulées et que tous les cercles aient été illuminés en rouge.
Il y a un homme affecté à l’entretien de l’horloge qui doit vérifier le bon fonctionnement de l’ensemble, et qui sait enclencher le dispositif en ouvrant les portes et en plaçant les poids à leur place,… »

### Les horloges d'al-Jazari
Au XIIe siècle, al-Jazari décrit en détail six horloges à eau dans son ouvrage : le Livre de la connaissance des mécanismes ingénieux cité précédemment.

Ces horloges sont un reflet de l'état de l'art horloger islamique de cette époque. Il est probable que les modèles présentés n'aient pas tous eu une existence effective. Néanmoins certains d'entre eux ont été reconstitués récemment.
Al-Jazari présente ses horloges hydrauliques dans l'ordre suivant :
1. l'horloge du château ;
2. l'horloge des tambours ;
3. l'horloge du bateau ;
4. l'horloge de l'éléphant ;
5. l'horloge du scribe ;
6. l'horloge des paons.

1 - L'horloge du château
Inspirée en partie de l'horloge d'« Archimède », Al-Jazari l'améliore et apporte ses propres innovations : il la décrit dans son apparence, fonctionnement et mécanismes sur plus de 24 pages dans la traduction de Hill. D'après les détails de construction présentés dans le manuscrit - voir l'illustration de l'horloge dans l'introduction -, l'horloge a probablement été réalisée, mais son lieu d'implantation n'est pas indiqué.
C'est une horloge dite astronomique avec la représentation du Soleil et de la Lune qui parcourent en temps réel le ciel à travers les signes du zodiaque ; les heures indiquées sont les heures temporaires du lieu.
La structure d'ensemble fait approximativement 1,35 m de large sur 2,25 m de haut, hauteur à laquelle il faut ajouter le demi-cercle du zodiaque de 0,75 m de rayon.
De haut en bas on trouve :

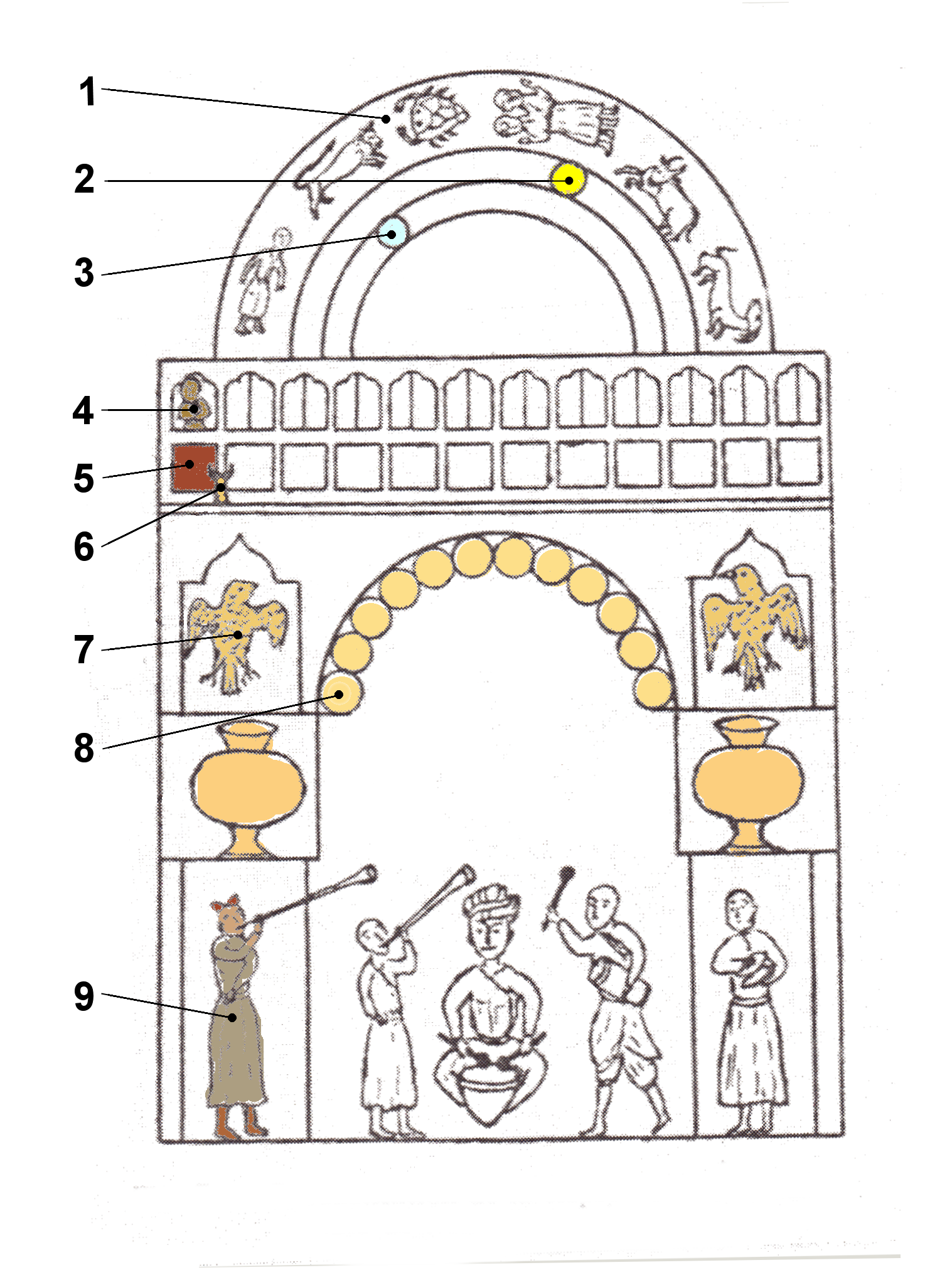
Schéma de l'horloge, repérage.

1. le disque zodiacal comprenant les douze signes du zodiaque dont seuls six sont visibles au-dessus de l'horizon. Il effectue théoriquement un tour en 23 h 56 min ;
2. le disque solaire doré, en liaison avec le signe du zodiaque qui lui correspond. Il parcourt son demi-cercle en 12 h temporaires, il est masqué dans sa course nocturne (sous l'horizon) pendant les 12 h temporaires de nuit ;
3. le disque de la Lune transparent, éclairé la nuit. Un masque permet de visualiser ses différentes phases (premier quartier, pleine lune, etc.). Chaque matin, la position de ces trois éléments était contrôlée et ajustée manuellement par rapport à leur lever à l'horizon ;
4. plus bas une première rangée de portes à double battant représentant les douze heures temporaires de jour. Elles s'ouvraient successivement et laissaient apparaitre une statuette ;
5. dessous une deuxième rangée d'ouvertures en correspondance avec celles du dessus. À chaque heure un panneau de couleur indiquait que l'heure était passée ;
6. un index se déplaçant du lever au coucher du Soleil visualisait l'heure temporaire effective ;
7. à chaque heure, deux oiseaux laissaient tomber de leur bec une boule métallique dans un vase, actionnant par là des cymbales pour indiquer l'heure au loin ;
8. au centre, douze ouvertures rondes, disposées en arc de cercle figuraient les heures de nuit. Elles étaient éclairées successivement d'heure en heure ; à la fin de la nuit, toutes les ouvertures étaient illuminées.
9. en bas, des musiciens (deux trompettes, deux tambours, un cymbalier) annonçaient par leurs instruments la 6e, 9e et 12e heure du jour et de la nuit.

2 - L'horloge des tambours
C'est une version simplifiée de l'horloge du château. Elle indique les heures temporaires, comme précédemment.
De haut en bas on trouve :

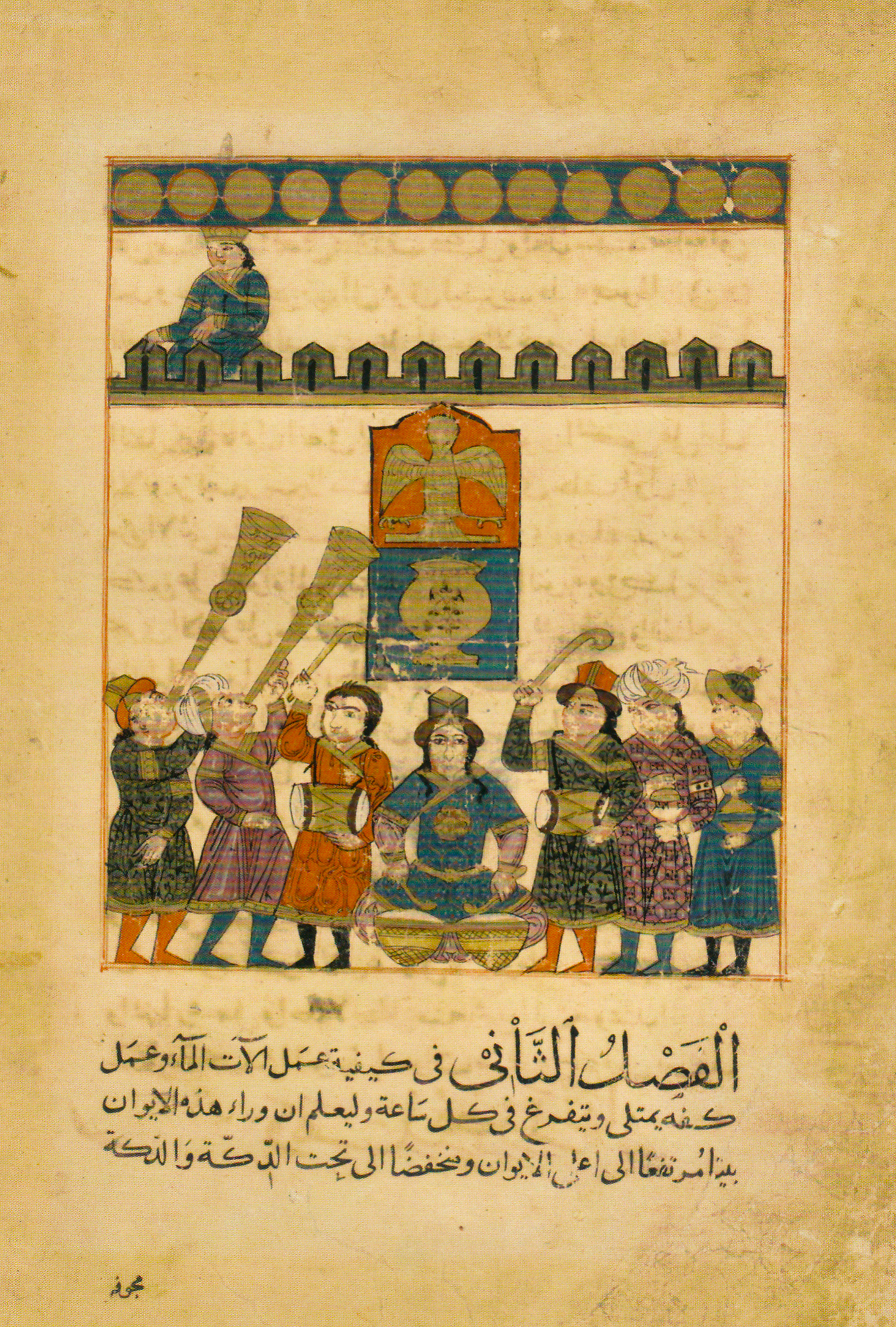
L'horloge des tambours

- douze ouvertures circulaires pour les heures de nuit. À la première heure toutes les ouvertures sont illuminées. Elles sont éteintes progressivement d'heure en heure. Ainsi les disques éclairés correspondent au nombre d'heures de nuit restantes avant le lever du Soleil ;
- dessous, douze créneaux représentant les heures de jour ;
- un personnage se déplaçant tout au long du jour derrière le rempart, indique par son index de la main droite, l'heure qu'il est ;
- un seul faucon central signale l'heure sonnante ;
- de plus, à chaque heure de jour ou de nuit, les musiciens, dont plusieurs tambours, s'animent et jouent de leurs instruments.

3 - L'horloge du bateau
Elle peut être considérée dans son usage comme un chronomètre à heures constantes ou égales.

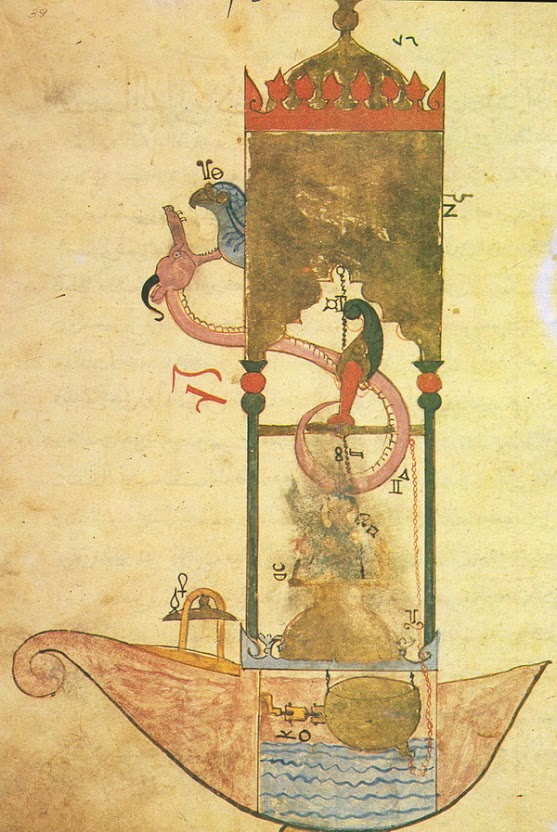
L'horloge du bateau.

Sa structure est constituée à la base d'une coque de bateau de belle facture en laiton. Sur le pont est disposé un dais sous lequel un personnage est assis. Il tient à la main un stylet qui est dirigé vers des marques faisant comme des divisions sur un plateau supposé circulaire. Au-dessus de lui un serpent est articulé autour d'un axe central. Sa tête est ouverte sous le corps d'un faucon disposé dans la partie latérale de la coupole dominant le dais.

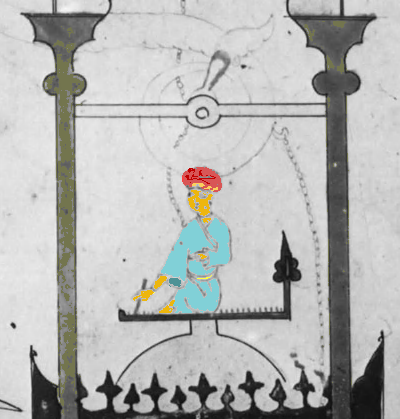
Le scribe.

Au départ d'un « chronométrage » le stylet du scribe est en vis-à-vis de la première marque. Le personnage va alors tourner sur lui-même imperceptiblement et le stylet va se déplacer devant les marques successives du plateau. La quinzième et dernière marque du plateau est atteinte au bout d'une heure.

À cet instant l'oiseau laisse tomber une boule de bronze (il y en a 15 en tout) dans la gueule du serpent qui bascule alors lentement sous le poids. Il va pivoter autour de son axe central jusqu'à ce que sa tête, en position basse laisse échapper la boule qui va venir frapper une cymbale puis s'immobiliser sur le pont du bateau. Le cycle est terminé : le personnage va reprendre rapidement sa position initiale avec son stylet qui retrouvera son origine vers la première marque, le serpent se redresse et un second cycle est alors enclenché.

Le nombre de cycles possible est de 15 au maximum. « Une diminution des heures dans le jour est compensée dans la nuit et une diminution des heures dans la nuit est compensée le jour », ce qui laisse supposer que les indications se rapportent à des heures égales dites constantes dans le texte traduit. En supposant l'origine des heures au lever du Soleil, les heures égales considérées sont pour nous des heures babyloniques. Le comptage des heures passées, non précisé, devait être déterminé à partir de l'effectif de boules situées sur le pont du bateau.
4 - L'horloge de l'éléphant

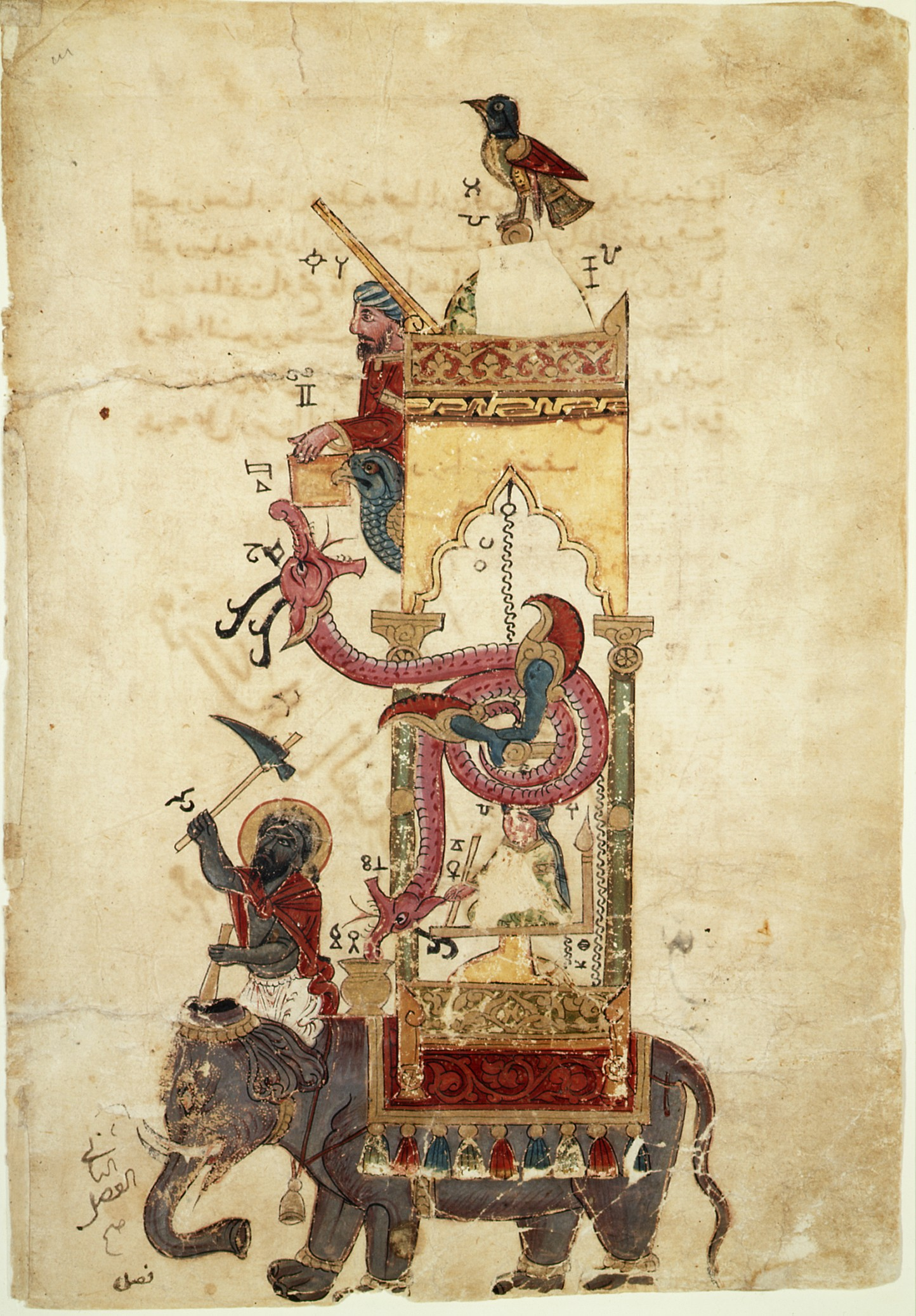
L'horloge de l'éléphant.

Elle est du même type que l'horloge du bateau, elle compte les heures « constantes », mais est plus élaborée.

On retrouve ici les éléments de l'horloge précédente, améliorés et greffés sur une structure « éléphant » intégrant le moteur hydraulique dans son ventre. Ses composantes sont le scribe indiquant avec son stylet des divisions horaires ainsi que deux serpents (au lieu d'un dans la version du bateau) situés sous deux faucons séparés par un opérateur assis au balcon du château.

L'opérateur assis au balcon du château.

Au-dessus de ce personnage un demi-cercle en éventail avec 14 ouvertures circulaires permet de visualiser les heures passées. Deux automates supplémentaires, un mahout (ou cornac) et un oiseau perché complètent le dispositif sans rien ajouter au fonctionnement de l'horloge.
En position initiale, au lever du Soleil, le stylet du scribe est en face de la première graduation, celle du « zéro » ; tous les trous de l'éventail en demi-cercle sont masqués en noir.

Au bout d'une demi-heure, le stylet se trouve en face de la graduation 7 : l'oiseau perché siffle et tourne, la première ouverture de l'éventail devient à demi blanche pour signifier une demi-heure, le mahout est censé donner un coup de hache et de maillet sur la tête de l'éléphant. La main droite de l'opérateur du balcon dégage alors la tête du faucon en vis à vis qui peut alors laisser tomber une boule dans la gueule ouverte du serpent situé en dessous. Après pivotement du serpent, la boule tombe dans un vase et va être amenée à frapper une cymbale située dans le ventre de l'animal. Libéré du poids de la boule le serpent va retrouver sa position initiale et le scribe va revenir à sa position d'origine.

Le cycle va alors recommencer, le scribe tourne et quand son stylet arrive face à la graduation 7 le premier trou de l'éventail devient entièrement blanc indiquant la fin de la première heure. Le processus peut alors reprendre pour attaquer la deuxième heure.

L'horloge peut compter jusqu'à 14 heures de jour (jour le plus long sous la latitude supposée) ; dans ce cas tous les trous de l'éventail deviennent blancs. À la fin des heures de jour, un mécanisme fait redevenir les trous de l'éventail à la couleur noire pour compter les heures de nuit et le processus recommence alors jusqu'à la 24e heure.
5 - L'horloge du scribe

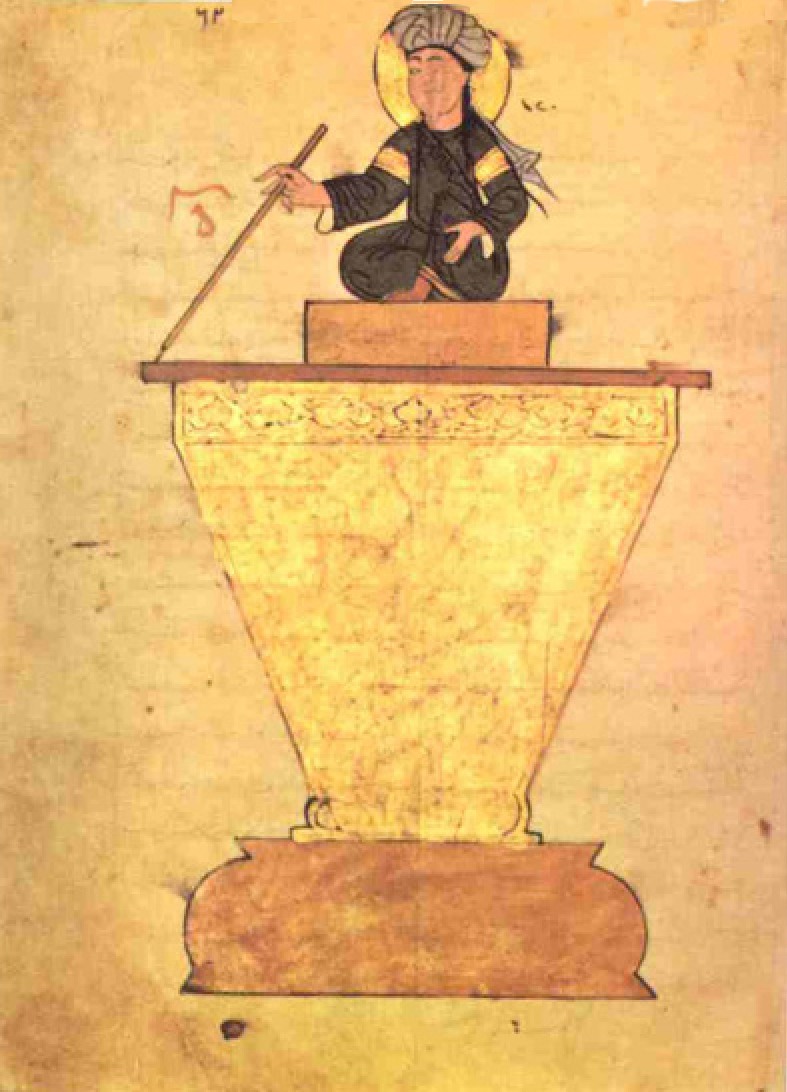
L'horloge du scribe.

Al-Jazari construit cette horloge simplifiée à la demande d'un roi dénommé Salih Abu al-Fath Mahmud. Elle ne devait comporter ni chaînes, balances ou balles comme pour les horloges précédentes ; d'autre part cet instrument devait être de beau design, adapté aux voyages ou être utilisé comme horloge de table. Les heures, non réglables se devaient donc d'être constantes.
La construction s'appuie sur le principe du scribe assis qui, en tournant, décrit avec un stylet un disque horaire gradué - comme détaillé dans les deux horloges précédentes. Le disque horizontal comporte 217,5 divisions. Quinze divisions de 4 minutes chacune donnaient une heure constante. La durée de rotation du scribe était donc prévue pour 14 h 30 min pour le jour le plus long de l'année à la latitude donnée. Après retour au point origine, la machine pouvait encore fonctionner 9 h 30 min pour la nuit, soit au total 24 h constantes.
6 - L'horloge des paons
Al-Jazari indique en préambule que cette horloge à heures constantes devait être érigée au-dessus d'une fontaine avec bassin.

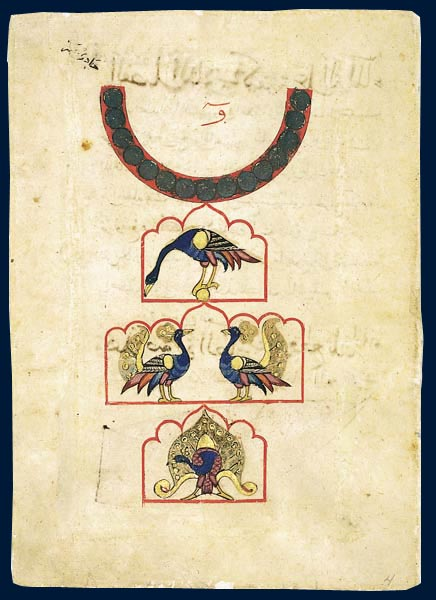
L'horloge aux paons

Dans la partie inférieure, se trouvent quatre paons en représentation dans trois « miḥrâb » :
- en bas, sur une boule (non visible) un mâle fait la roue ;
- au-dessus, deux jeunes en vis à vis semblent se jauger ;
- en haut, sur une boule, une femelle, plus élégante que le mâle (sic), a le cou et le bec tendus vers la montant droit (pour elle) de son miḥrâb.

À la partie supérieure, un demi cadran, comme déjà signalé, avec dans son pourtour 15 ouvertures rondes en verre pour indiquer les heures.
Au lever du Soleil, la femelle paon a le bec dirigé, comme sur la figure, vers le montant droit de son miḥrâb.

Puis, elle tourne lentement sur sa boule, vers sa gauche, jusqu'à atteindre avec son bec le montant gauche. À cet instant une demi-heure s'est écoulée, la moitié de la première ouverture devient alors rouge ; les deux jeunes paons se chamaillent en émettant un fort sifflement et le mâle se tourne lentement comme s'il paradait.

Puis la femelle revient à son origine, le bec vers le montant droit.

Le cycle peut alors recommencer jusqu'au coucher du Soleil : à chaque heure parcourue l'ouverture correspondante devient rouge. En fin de journée, il y a autant d'ouvertures rouges que d'heures écoulées depuis le lever du Soleil.

La nuit, rien n'est changé dans le processus sinon que les ouvertures des heures de nuit passées sont toutes éclairées jusqu'à la fin de la nuit.

Al-Jazari précise que le serviteur de ce dispositif doit déplacer un clou dans le mécanisme à la tombée de la nuit et au lever du jour, pour qu'il y ait similitude entre la durée du jour et de la nuit effectifs et l'affichage au demi-cercle des heures égales ; il indique aussi comment cette machine peut être adaptée aux heures temporaires.

### Les horloges duLibros del saber
Écrit vers 1268, le Livre du savoir astronomique (Libros del saber) décrit une horloge à eau de tradition antique et une horloge à mercure de type clepsydre à tambour.
L'horloge à eau

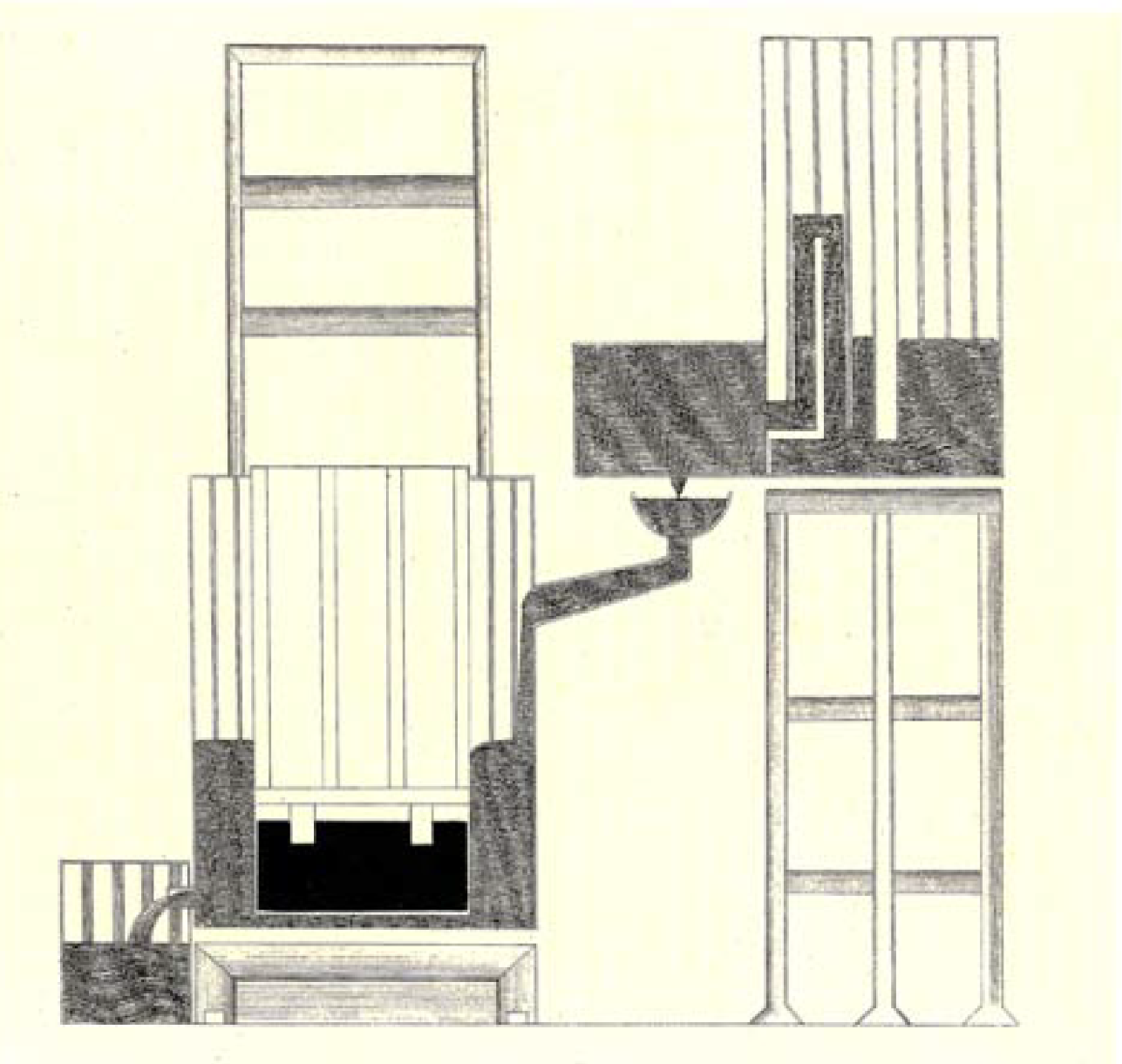
L'horloge hydraulique.

Le compilateur du livre du savoir est d'avis que la description de cette horloge, dans ses sources, était « très maigre » et qu'il l'a un peu adaptée avec ses connaissances personnelles… L'édition du Libros del saber de astronomía, à Madrid, en 1866, comporte un schéma de cette machine qui a servi de modèle à une reproduction réalisée par le Musée de l'Histoire des Sciences et Technologies de l'Islam de Francfort.
L'horloge semble comporter un réservoir supérieur où le flux est régulé par un compensateur de pression. Il alimente un conteneur inférieur à flotteur qui permet de lire, sur des échelles zodiacales supposées, les heures temporaires correspondantes.
L'horloge à mercure

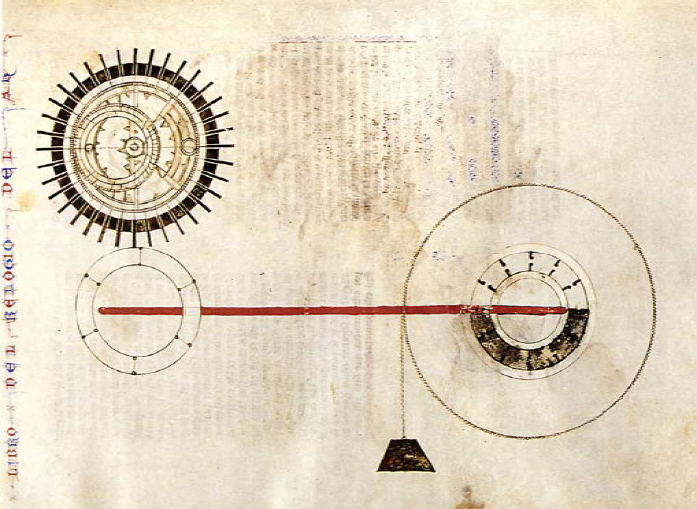
L'horloge à mercure.

Elle est de conception atypique. Le principe de son fonctionnement est développé sur la page clepsydre à tambour :

succinctement, un poids, attaché à un câble enroulé autour d'un tambour cylindrique axé, le fait tourner. Le mouvement est régulé par un dispositif hydraulique employant du mercure et intégré dans le cylindre. Le mouvement de rotation du tambour est transmis, par l'intermédiaire d'un engrenage à un astrolabe qui va indiquer l'heure. L'illustration du livre du savoir est un essai de représentation en perspective du système ; en fait, tambour et astrolabe sont l'un derrière l'autre.
Certains auteurs tel Gerhard Dohrn-van Rossum, dans l'Histoire de l'heure, pensent que ce type d'horloge est un concept qui n'a jamais été réalisé par les Arabes. Néanmoins son principe a donné lieu, plusieurs siècles plus tard, à la fabrication d'horloges à eau de ce genre (sans astrolabe) essentiellement en Italie et en France.

Des reproductions de cette horloge à mercure ont été réalisées par le musée de Francfort d'une part et par Silvio A. Bedini d'autre part. Ce dernier a suivi le modèle du livre du savoir et a réalisé des essais de fonctionnement qui se sont révélés peu probants. En effet, le mouvement de rotation de la machine était assez chaotique et elle s'arrêtait parfois de façon aléatoire.

### Les horloges de Fès
L'horloge publique
L'Horloge Bouinaniyya de Fès est une horloge monumentale qui mesure environ 11 mètres de large et 12 mètres de haut.

« Il a été construit une mangana (horloge à eau) avec des arcs et des vases de cuivre en face de la porte de la nouvelle madrasa, rue du marché du palais de Fès. Pour indiquer l'expiration d'une heure, une boule de métal tombait dans un vase et l'un des arcs (c'est-à-dire la porte dans l'arc) s'ouvrait. Sa construction a été achevée vers juin 1357. »

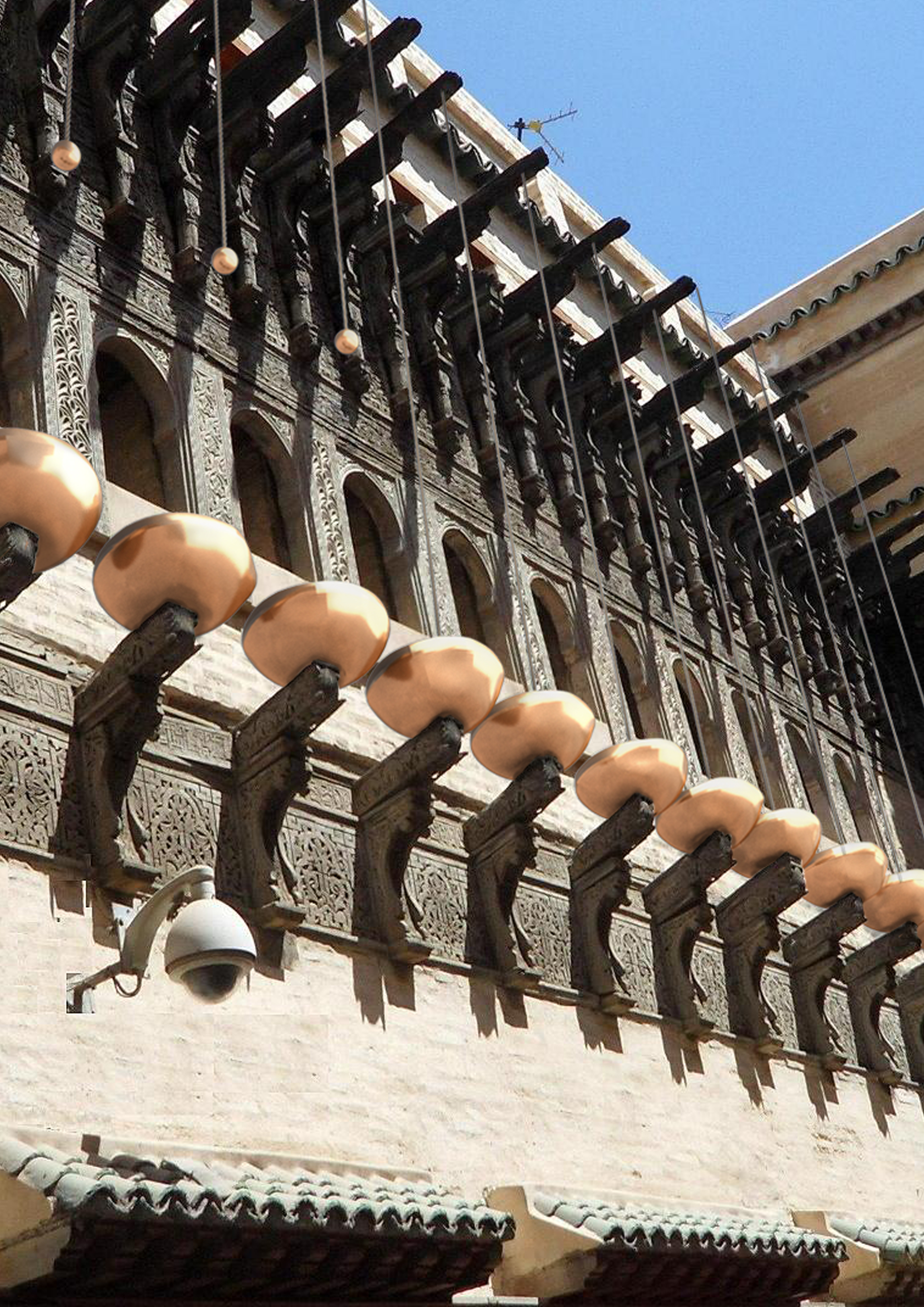
L'horloge publique.

Sur la façade, on trouve 12 portes sous lesquelles sont placées 13 consoles supportant chacune un bol ou cymbale probablement en bronze. Dans la partie supérieure on peut voir un alignement de potences en saillie. Chacune d'entre elles retient par un filin une boule de métal.

On pense que l'horloge était dédiée à l'indication des heures temporaires de jour.

Le cycle journalier pouvait être celui-ci :
Au lever du Soleil, une boule de bronze tombait dans le premier bol. Le son émis marquait alors l'heure zéro. 

Puis à la fin de chaque heure, une porte s'ouvrait et une boule tombait dans la coupe correspondante. Les heures étaient ainsi signalées jusqu'à la douzième heure de jour (d'où 13 bols) où les 12 portes étaient donc ouvertes. À la fin de cette période les portes devaient être refermées et les boules étaient remontées en haut de leur potence. Le cycle pouvait alors reprendre le lendemain, au lever du Soleil.
L'horloge astronomique
Les sources sur cette horloge sont rares et parfois contradictoires. La description ci-dessous s'appuie essentiellement sur une reconstitution effectuée par le musée de Francfort.

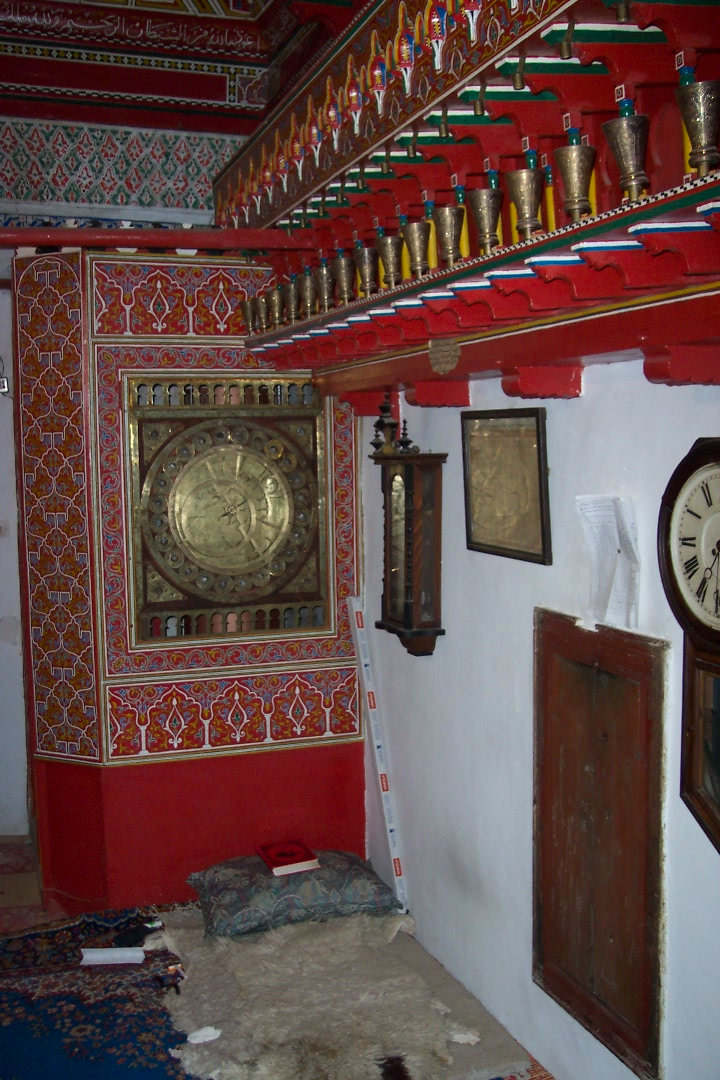
L'horloge astronomique.

L'horloge s'intègre dans un meuble d'angle en bois de cèdre peint. Il est constitué de deux buffets perpendiculaires d'une hauteur de 2,4 m.

Le grand buffet, large de 4,3 m, comporte dans sa partie haute 24 portes avec, en dessous 24 bols en laiton.

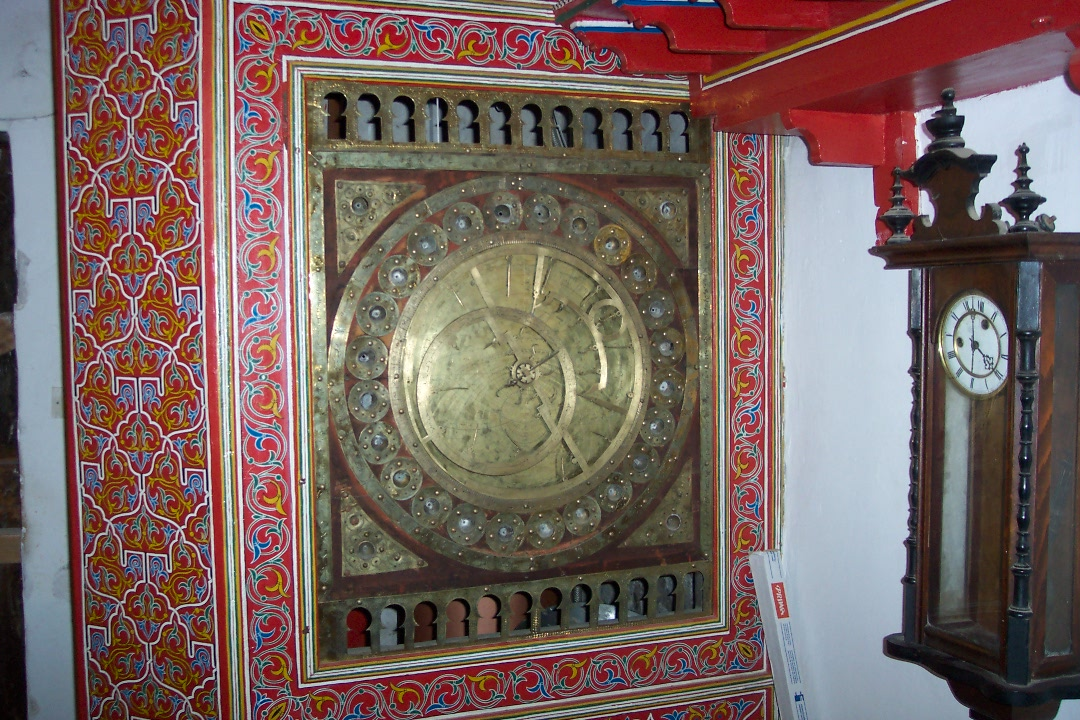
Le cadran astrolabique

Le petit buffet, perpendiculaire, large de 1,2 m, reçoit un cadran astrolabique fixe avec une araignée d'environ 40 cm de diamètre. Au-dessus et au-dessous du cadran on peut voir sur l'horloge d'origine deux fois douze petites fenêtres. À l'intérieur de cette armoire se trouve le moteur hydraulique et une partie de la transmission.
C'est la plus ancienne horloge à eau existante qui divise le jour en 24 heures égales.

Sur le grand buffet, à chaque heure, une des portes en bois se ferme, ce qui donne un aperçu des heures écoulées. Ce signal visuel est accompagné d'un signal sonore donné par la frappe d'une grosse boule tombant dans le bol correspondant.

Le cadran astrolabique fixe comporte une araignée qui fait son tour en 24 heures. Sur le pourtour (ou limbe) de l'instrument on remarque des graduations dont le pas est de 4 minutes. Toutes les 4 minutes donc, une petite balle va tomber dans l'un des 24 bols. Ce qui fait, au total 360 petites boules et 24 grosses qui chutent dans les bols précités. Le cadran astrolabique devait permettre de lire les heures temporaires et éventuellement d'indiquer les heures de prière à indiquer aux fidèles du haut du minaret où l'horloge était située. Les autres fonctions habituelles de l'astrolabe devaient être exploitées telles les positions horaires des étoiles les plus importantes du ciel (dont le Soleil)… Les portes situées au-dessus et au-dessous du cadran servaient peut-être à indiquer les 12 heures temporaires de jour et de nuit.

## Mécanismes
Les différents mécanismes s'intègrent dans une structure d'ensemble toujours construite suivant le même modèle. Elle comporte tout d'abord l'organe moteur, bien sûr hydraulique. Il va assurer le fonctionnement des différents automates par l'intermédiaire de transmissions adaptées à chaque type d'horloge.

### L'organe moteur
Il existe différentes solutions de moteurs hydrauliques. La première est un mécanisme complexe adapté aux grosses horloges à heures temporaires et, les suivantes, sont des dispositifs plus simples assurant le fonctionnement des horloges à heures égales.

#### Le moteur pour heures temporaires
Il comporte :

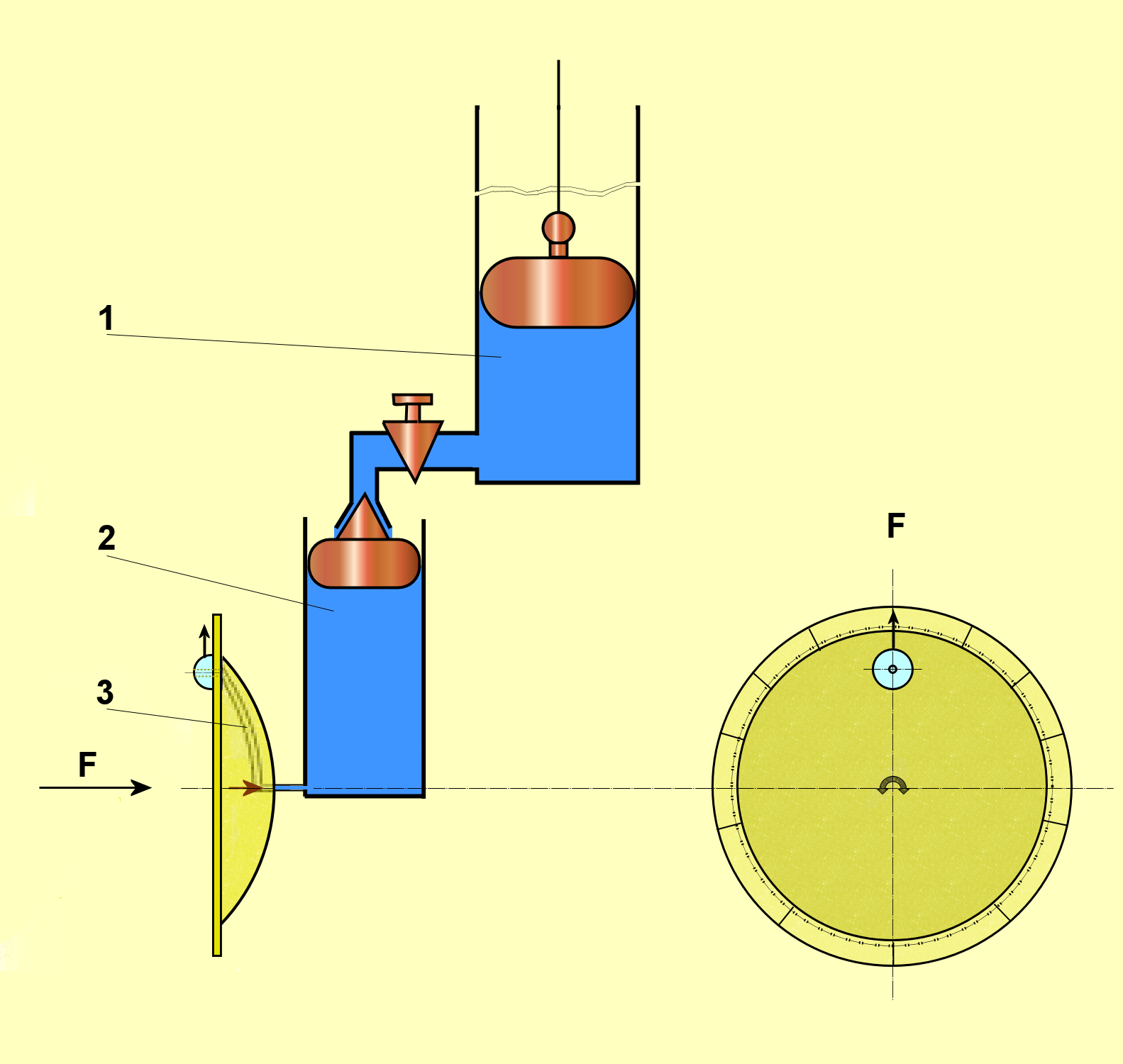
Schéma de moteur hydraulique adapté aux heures temporaires.

1. un réservoir principal : il doit être d'une contenance importante, assurant un fonctionnement de 24 heures. Un flotteur, d'une forme adaptée pour éviter les frottements, commande le mouvement lors de sa descente ; son poids doit être suffisant pour entrainer l'ensemble des mécanismes des automates. À la sortie basse, un tube en bronze moulé, avec un robinet de réglage va laisser l'eau s'écouler ;
2. un réservoir secondaire de régulation : cette chambre contient un flotteur sur lequel est soudé la partie mâle d'une valve conique, la partie femelle étant intégrée dans le tube supérieur. Les deux parties de la valve ont été obtenues à partir d'un même modèle et rodées ensemble pour une étanchéité optimale. Quand ce réservoir est alimenté, son flotteur monte et la valve va se fermer ; l'eau s'écoule vers le bas par un tuyau de faible section, le niveau baisse alors, la valve s'ouvre et laisse passer un filet d'eau remontant le flotteur[N 6]… La hauteur d'eau dans la chambre est pratiquement fixe, elle assure par là une pression et un flux de sortie constants ;
3. un système de variation de débit adapté aux heures temporaires : le tuyau de sortie du réservoir de régulation est coudé et peut tourner autour de son axe ; la position de son extrémité fait varier la hauteur du flux de sortie - donc du débit -, qui peut ainsi s'adapter aux heures inégales. À cette extrémité, un onyx muni d'un index permet de régler la hauteur de sortie sur un cadran gradué suivant un calendrier zodiacal étalonné ; un réglage fin du débit moyen est assuré par un limiteur de débit[N 7]. L'eau qui coule par l'onyx peut être récupérée dans un conteneur qui, dans certains cas, va devenir un moteur secondaire[28].

Le passage des heures de jour aux heures de nuit se fait manuellement en agissant sur la position de l'index de l'onyx ; pour un même jour, les deux positions sont quasiment symétriques sur le cadran du calendrier zodiacal.

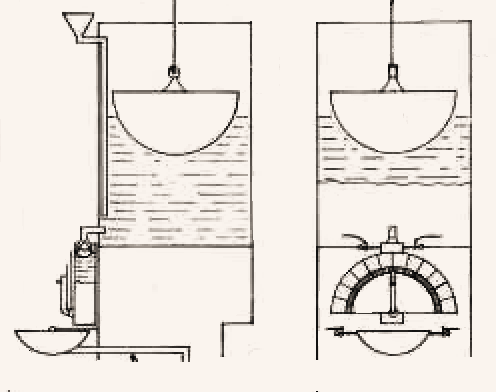
Moteur de l'horloge dite d'Archimède (avant l'an 1000).
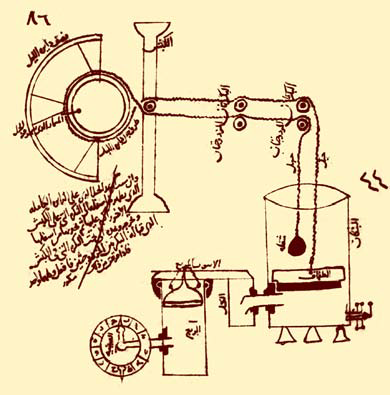
Moteur de l'horloge de Ridwan (1203).
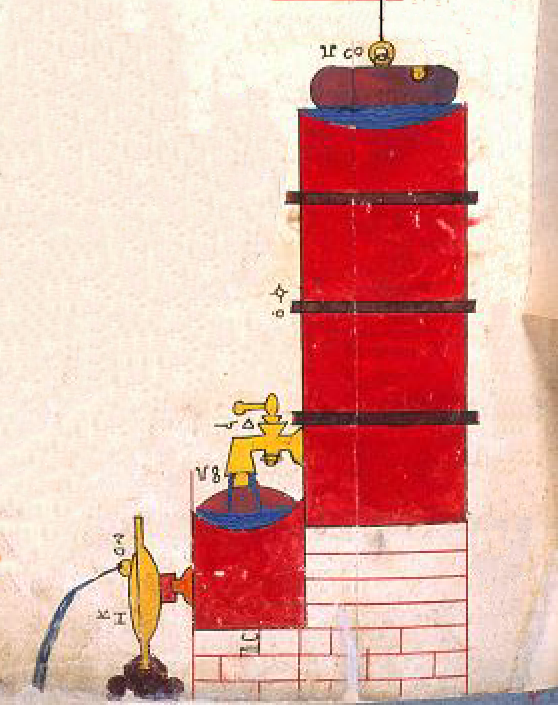
Moteur de l'horloge du château d'al-Jazari (av. 1206).

#### Les moteurs pour heures égales
Trois dispositifs sont décrits par al-Jazari pour actionner ses quatre dernières horloges ; ces solutions sont prévues pour fonctionner sans intervention pendant une quinzaine d'heures. On trouve :

##### Un système à flotteur à remplissage horaire
Il est employé dans l'horloge du bateau et celle de l'éléphant.

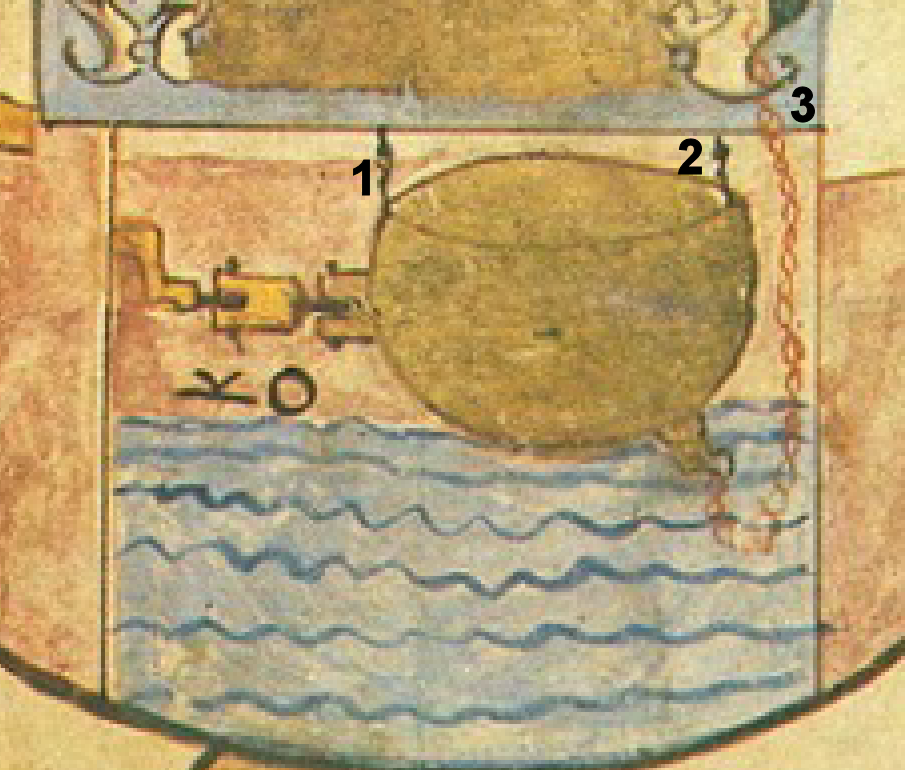
Moteur hydraulique du bateau d'al-Jazari.

Il est constitué d'une auge remplie d'une certaine quantité d'eau dans laquelle se trouve un flotteur hémisphérique relié à l'auge par un lien en chapes. Ce flotteur reçoit vers sa base un onyx percé. Son alésage est calibré pour que l'eau qui y entre fasse couler le flotteur en une heure précisément, temps étalonné avec une horloge à eau calibrée. À ce flotteur sont attachés trois types de filins :
- un fil 1 lesté d'une balle en bronze qui va assurer la transmission vers le mouvement horaire lors de la descente du flotteur dans son auge ;
- un autre fil 2 tendu vers l'arrivée du flotteur au fond du bassin qui déclenchera l'animation horaire de l'horloge par des boules en bronze et, à la fin, le dispositif de relevage ;
- trois chainettes 3 nouées judicieusement qui permettront, au cours de l'animation, le basculement, la remontée et le vidage du flotteur qui retrouvera sa position haute initiale[29].

##### Un système à réservoir conique à écoulement

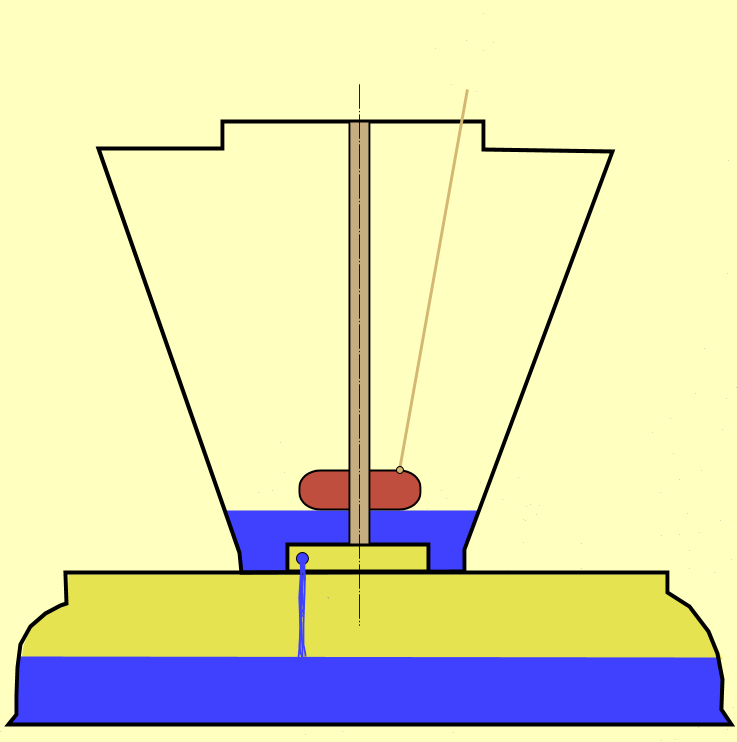
Schéma du moteur hydraulique du scribe d'al-Jazari.

C'est la solution motrice employée dans l'horloge du scribe.
Le système s'inspire des clepsydres et horloges à eau égyptiennes de l'Antiquité dans la forme du réservoir et dans le principe retenu pour l'écoulement du liquide :

Rempli jusqu'à un certain niveau, l'eau du réservoir va pouvoir s'écouler dans le socle de l'instrument par un petit orifice de communication entre les chambres.

Centré dans le réservoir supérieur, une tige verticale fixe va servir de guide à un flotteur lesté en forme de « navet ».

À ce flotteur est attaché un fil tendu qui va transmettre, en descendant, le mouvement au mécanisme d'indication horaire.
La forme conique du réservoir supérieur s'approche par son angle d'ouverture d'un profil pour obtenir un débit constant.
La différence éventuelle entre le débit effectif et le débit constant théorique est constaté par une horloge témoin. Cet écart est alors prise en compte dans l'inscription des graduations horaires.

##### Un système à seau horaire basculant
L'alimentation de l'horloge des paons est construite sur ce principe;

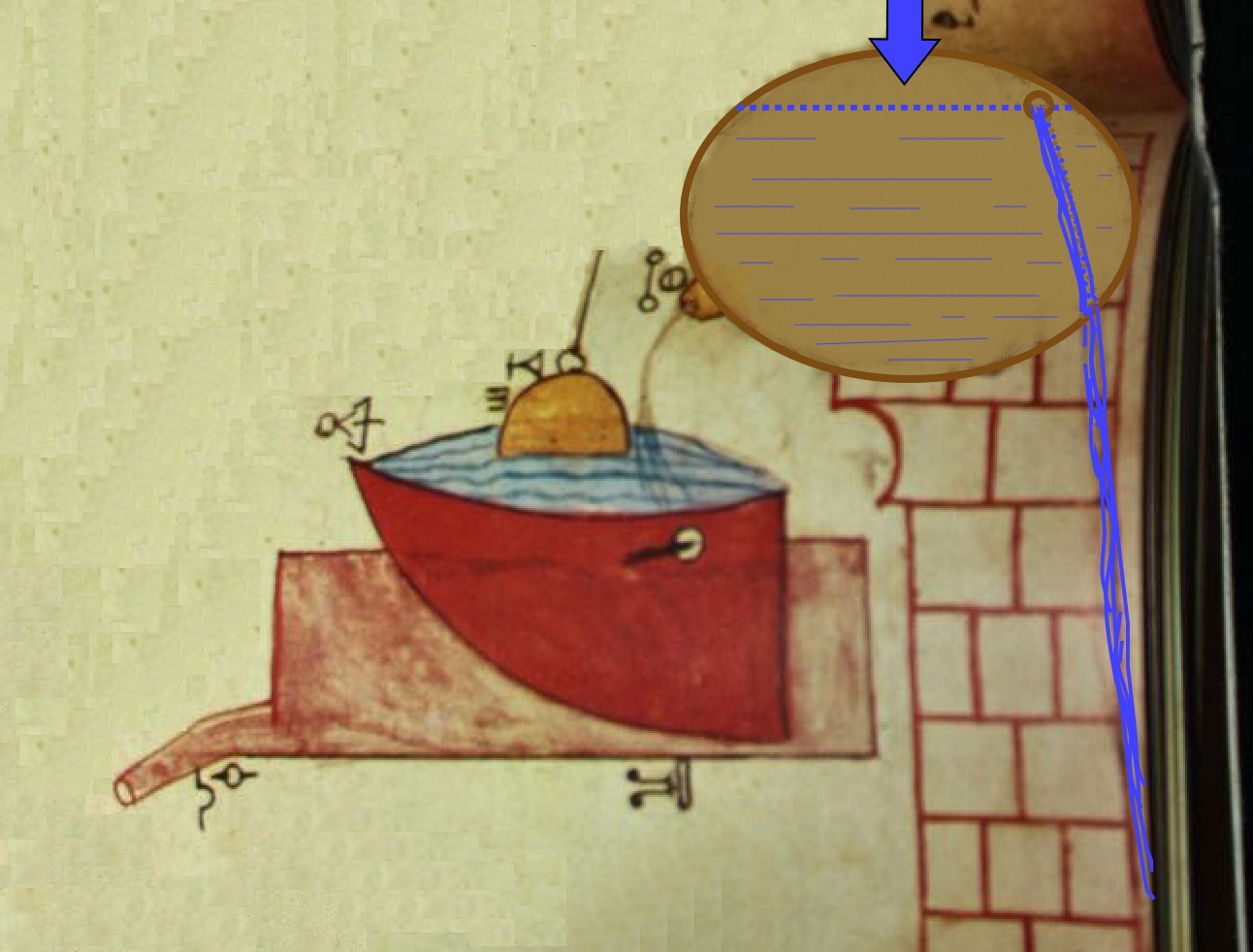
Principe moteur de l'horloge aux paons d'al-Jazari.

L'horloge est située au-dessus d'une fontaine, son alimentation en eau est supposée continue.
- un réservoir supérieur, inspiré des horloges hydrauliques antiques est à hauteur d'eau et débit constants. L'orifice de l'onyx situé dans la partie basse est calibré pour remplir le seau inférieur en une demi-heure ;
- le seau du dessous est basculant. Sa forme « en bateau » lui permet, une fois rempli (au bout d'une demi-heure), de pivoter autour d'un axe fixe et de verser tout son liquide dans l'auge du dessous ; convenablement équilibré, il revient alors dans sa position horizontale initiale ;
- l'auge de réception porte le seau basculant par l'intermédiaire de son axe qui repose sur deux coussinets. Après basculement l'eau est distribuée vers les mécanismes d'animation de l'horloge.

Le seau basculant peut recevoir un flotteur auxiliaire qui commandera d'autres mécanismes secondaires.

### Mécanismes d'animation
L'organe moteur va permettre d'assurer le fonctionnement des différents automates par transmission de l'énergie motrice.

Ces mécanismes sont innombrables, adaptés à chaque type d'horloge et d'automate.

Leurs structures comprennent des filins (fils, chaînettes), poulies, poids et contrepoids pour assurer le mouvement, mais on trouvera aussi des roues à godets, engrenages, secteurs dentés, cliquets ; pour certains automates musiciens, il sera fait appel à des accumulateurs d'air, etc.
En voici quelques exemples illustrés, les premiers sont élémentaires, d'autres sont des mécanismes d'ensemble qui forcent le respect par leur complexité.

Mécanismes d'animation simples
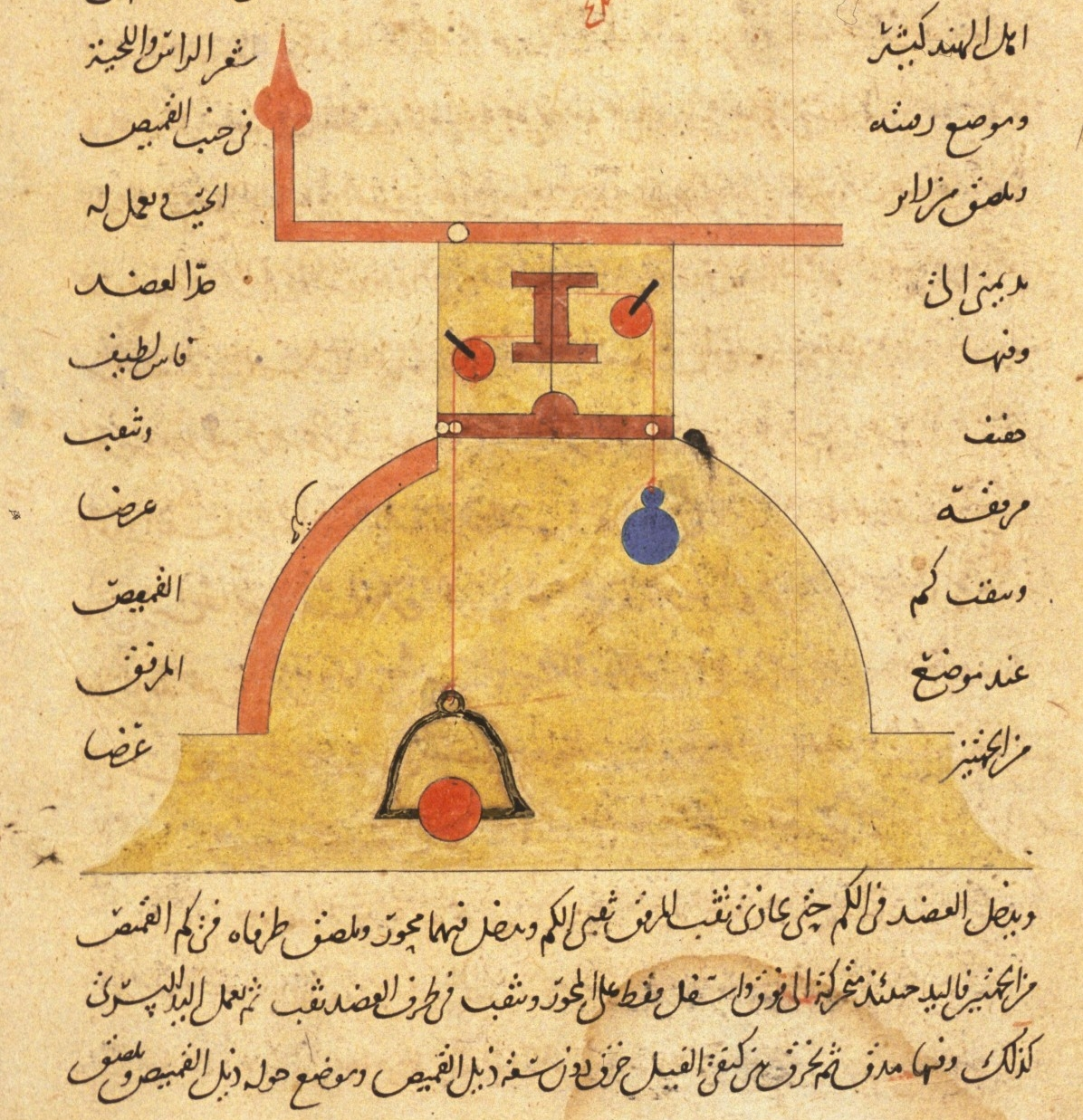
1 - Animation des différents scribes.
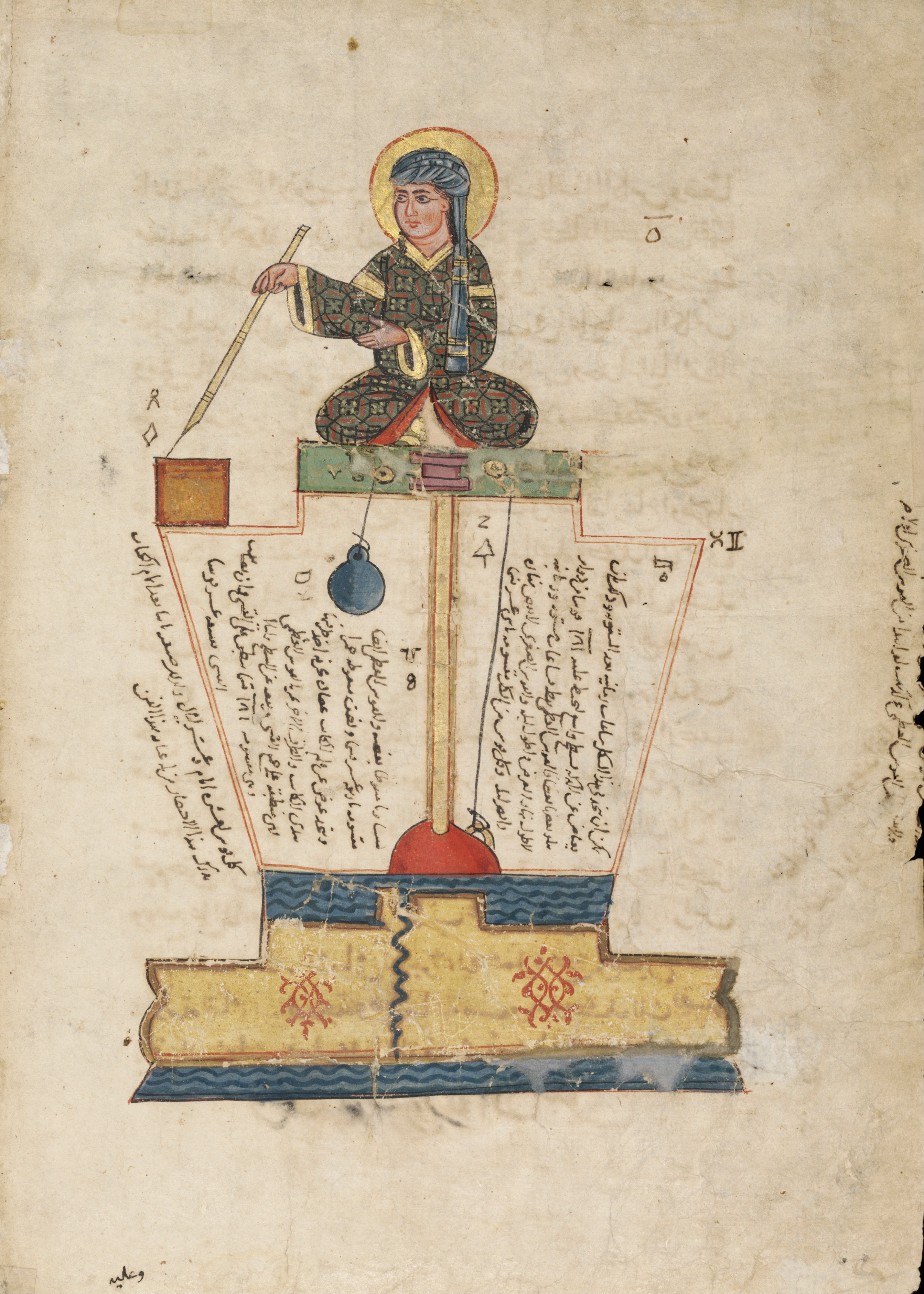
2 - Mécanisme de l'horloge du scribe.
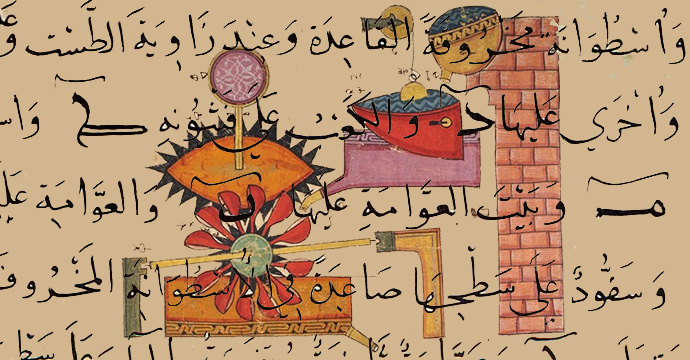
3 - Roue à godets et engrenage.
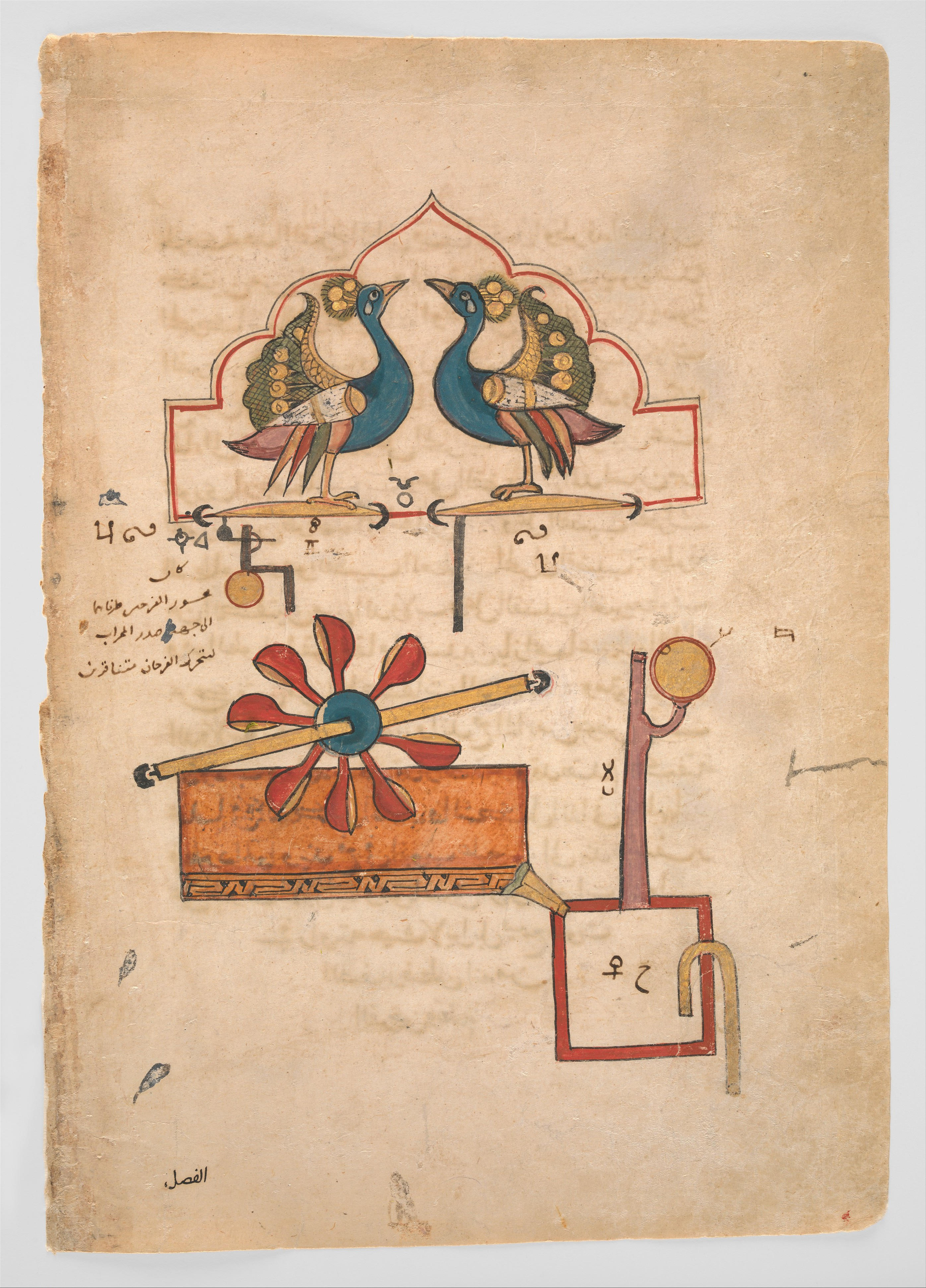
4 - Roue à godets et accumulateur à air.
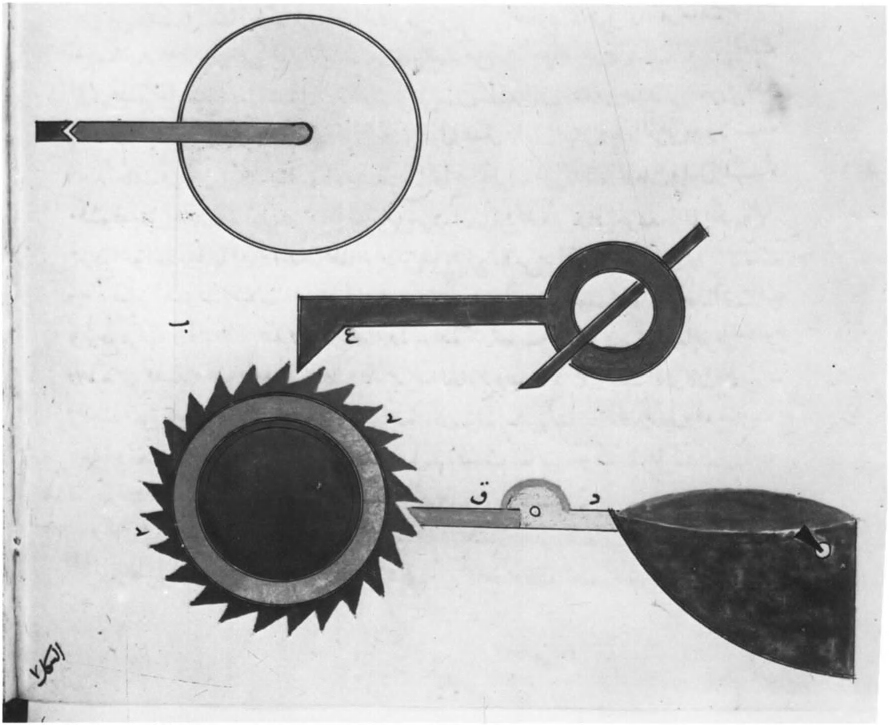
5 - Entrainement par roue à cliquet (rochet).

Mécanismes complexes
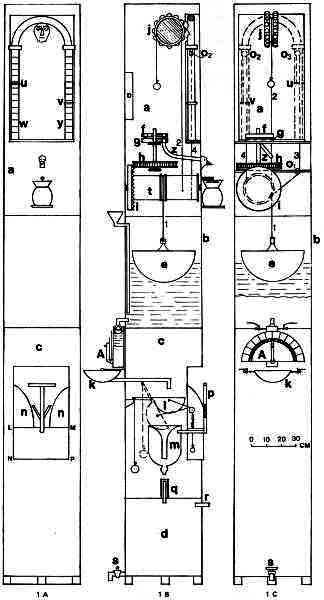
1 - Horloge dite d'« Archimède ».
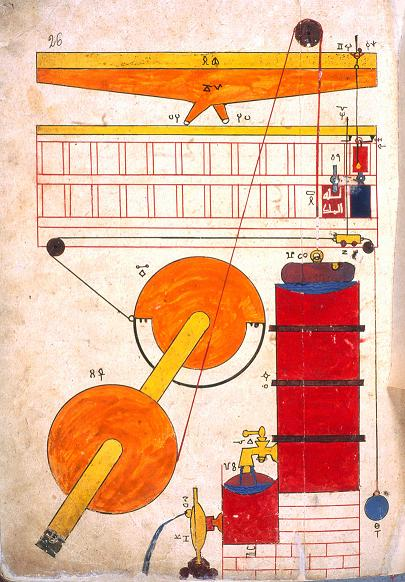
2 - Mouvement des portes des heures.
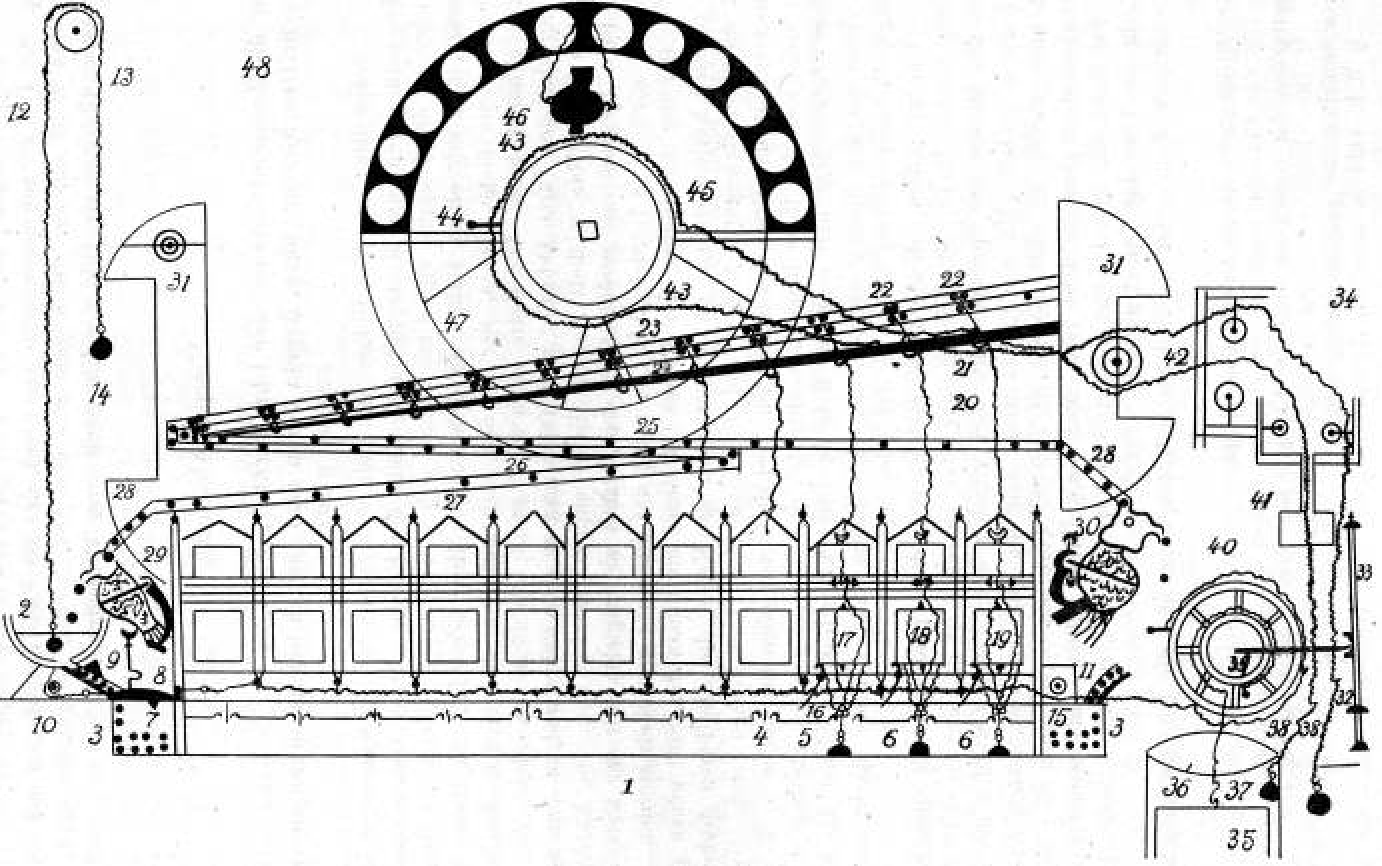
3 - Horloge de Ridwan, ensemble.

## Ouvrages
De nombreux ouvrages concernant les horloges et les automates jalonnent cette période :
- au IXe siècle,
  - Le Livre des mécanismes ingénieux, le premier ouvrage arabe de mécanique, a été écrit par les trois frères Banū Mūsā. On y trouve la description de près d'une centaine de dispositifs mécaniques ou automates[32] ; certains concernent les horloges, comme les « valves » qui permettent la régulation d'un débit ou d'une pression, système que l'on retrouvait encore, il y a peu d'années sur les carburateurs de voitures à essence ;
  - Le célèbre Al-Khwârizmî, connu comme mathématicien, aurait publié trois écrits sur les horloges : un mécanisme pour déterminer les heures égales et inégales, une « clepsydre appelée galet » et une horloge à roue[33] ;
- au Xe siècle,
  - dans Les Clés des sciences, ouvrage encyclopédique, al-Balkhī consacre un chapitre aux instruments fonctionnant avec de l'eau ; un peu plus tard, Alhazen dit aussi Al Haytham, grand savant de l'époque spécialiste en optique, conçoit - œuvre marginale - une « clepsydre »[33] ;
  - le Livre de la fabrication des horloges est un ouvrage conventionnellement attribué à Archimède. C’est un traité existant seulement en arabe - connu par des manuscrits incomplets conservés à Paris, Londres, Oxford et Istanbul -, auquel se réfèrent Ibn Al-Nadim, Ridwan[34] et Al-Jazari. Bien qu’attribué à Archimède, il semble être un condensé des idées grecques, iraniennes, byzantines et islamiques. Le biobibliographe al-Nadim (m. 995 ou 998), le premier, le cite dans son ouvrage al-Fihrist (Le Catalogue)[35]. Ce manuscrit se trouve encore traduit au Moyen-Orient à une époque tardive, au XVIe-XVIIe siècle. On y trouve des mécanismes qui mettent souvent en mouvement des figures humaines et animales, ajoutant à la finalité première de l'instrument une dimension ludique[36] ;
- au XIe siècle, le Livre des secrets… d' al-Muradi n'est connu que par une copie partielle réalisée à Tolède sous le règne d'Alphonse X le Sage (1252-1284). Cette copie n'a été retrouvée qu'au XXe siècle. « On y trouve trente-et-un mécanismes intéressant les clepsydres, horloges et automates ludiques mettant en œuvre des systèmes d'engrenages complexes ; Parmi eux, dix-neuf modèles d'horloges [dont une à mercure[33]] y sont décrits. L'une d'entre elles annonce les heures avec des lampes qui s'allument automatiquement, une autre possède des miroirs qui s'illuminent successivement à la fin de chaque heure[37]. » ;
- au XIIe siècle, il existe une profession spécialisée dans la réalisation et la maintenance des horloges[38]. Trois ouvrages de cette époque nous sont parvenus :
  - le Livre sur la balance de la sagesse qui est un traité d' Al-Khazini paru au début du siècle. Un de ses chapitres est consacré aux horloges à eau. L'une d'elles, originale est dite « clepsydre universelle » ; elle fonctionnait jour et nuit et donnait l'heure à la minute près grâce à un système de balance à bras inégaux[39],[33]. Sa description semble reprise quelque temps plus tard par Al-Jazari ;
  - le Livre sur la construction des horloges et leur utilisation écrit par Ridwan B. al-Sa’ati, fils d’un horloger. Son traité (1203) décrit en détail les réparations qu’il fit à l’horloge hydraulique monumentale construite par son père entre 1154 et 1174 à Damas[40] ;
  - le Livre de la connaissance des mécanismes ingénieux d'al-Jazari (1206). C'est le traité le plus remarquable paru avant la Renaissance[41]. Il y décrit en détail six horloges à eau et, pour information, quatre horloges à bougies[42] ;
- au XIIIe siècle, le Livre du savoir astronomique (Libros del saber) rédigé à la demande du roi Alphonse X de Castille fait état d'une part d'une horloge traditionnelle (type Horloge hydraulique antique) à deux réservoirs et flotteur indicateur horaire»[33], et d'autre part, d'une horloge ou clepsydre à tambour dont le fluide régulateur est le mercure[43] ;
- au XVIe siècle, donc près de 400 ans après al-Jazari, un des derniers représentants de cette tradition horlogère, Taqi al-Din publie deux ouvrages contenant des descriptions d'horloges. Le premier, Le livre des procédés nobles sur les instruments merveilleux, présente des sabliers et des clepsydres (ou horloges hydrauliques ?) ; le second, Les planètes précieuses pour la construction des horloges, semble être consacré aux horloges mécaniques[44].

### Témoignages
En dehors des ouvrages qui nous sont parvenus, il existe des témoignages sur des horloges ayant fonctionné à Bagdad, en Andalousie, en Sicile et au Maghreb :
- En l'an 806, Charlemagne se voit offrir un horologium de prestige par un ambassadeur du calife abbasside de Bagdad, Haroun ar-Rachid. C'est une horloge hydraulique connue à travers la description qu'en fait le chroniqueur de Charlemagne, Eginhard[5] ;
- au XIe siècle, vers 1080, à Tolède, Al-Zarqâlî (connu sous le nom d'Azarchel en français), construit deux horloges à eau géantes sur le bord du Tage. Elles fonctionnaient encore en 1133[45] ;
- au XIIe siècle, plus précisément en 1142, le roi normand du royaume de Sicile, Roger II, est le « successeur » des arabo-musulmans qui ont dominé l'île du IXe siècle av. J.-C. au XIe siècle. Il fait installer une horloge à eau dans son palais de Palerme. Cette horloge est connue à travers une stèle rédigée en latin, grec et arabe[46].

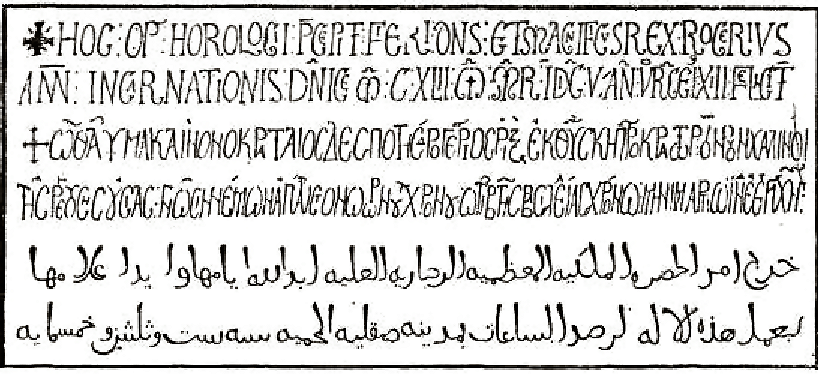
Stèle trilingue concernant l'horloge hydraulique du roi Roger II.

- au XIVe siècle, la ville de Fès, au Maroc, s'enorgueillit de posséder deux horloges[47] :
  - la première est une horloge publique, construite en 1357 et œuvre de Ibn al-Fahhâm. Elle est située dans la madrasa Bou Inânia ; ses vestiges sont encore visibles aujourd'hui ; en 2018, sa façade est en cours de restauration ;
  - la seconde, est une horloge astronomique dont la dernière version est construite en 1361-1362 par Abd al-Rahman al-Lajâ'i, élève de Ibn al-Bannâ dit aussi Aboul-Hhassan. Elle se trouve à la mosquée Qarawiyin ; il en reste aussi quelques vestiges et une reconstitution a été réalisée ces dernières années à Francfort.

## Reproductions actuelles
Les horloges hydrauliques musulmanes font l'objet de reconstitutions en CAO, d'animations et de répliques plus ou moins fidèles. Des sites divers, cités en liens externes, présentent ces différentes reproductions.